# Amerykańskie i radzieckie morskie systemy balistyczne

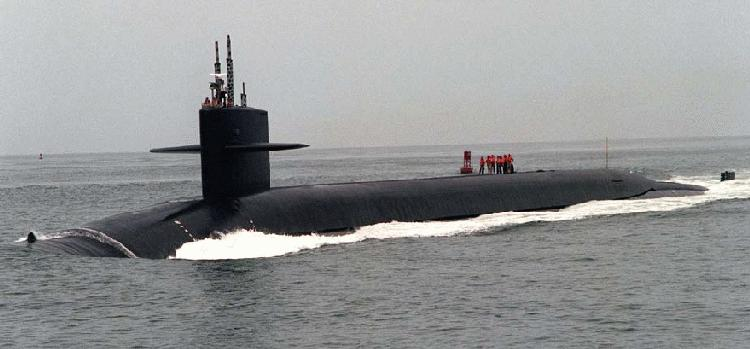
Amerykański okręt SSBN

Amerykańskie i radzieckie morskie systemy balistyczne. Rozwój systemów rakietowych opartych na pociskach balistycznych wystrzeliwanych z pokładów okrętów podwodnych (SLBM) był jednym z pól wyścigu zbrojeń w ramach zimnej wojny. Wyścig pomiędzy Stanami Zjednoczonymi i Związkiem Radzieckim w tym zakresie od samego początku był w awangardzie postępu technologicznego związanego z rywalizacją dwóch supermocarstw i jednocześnie jednym z jego najsilniejszych motorów. Rywalizacja w zakresie morskich systemów rakietowych w obu państwach przyczyniała się do powstawania nowych gałęzi przemysłu, dostarczając także nowych technologii dla innych zastosowań – zarówno wojskowych, jak i cywilnych (w tym kosmicznych). Wyścig zbrojeń w zakresie systemów SLBM prowadzony był przez obydwa państwa z uwzględnieniem ich specyfik zarówno gospodarczych i naukowych, jak i polityczno-ideologicznych, a nawet kulturowych. Znajdowały one odbicie w każdym aspekcie budowanych przez USA i ZSRR systemów, począwszy od kwestii konstrukcyjnych, przez stopień automatyzacji aż po względy operacyjne i taktykę wykorzystania własnych systemów rakietowych. Powodowało to, że oba państwa nie rozwijały swoich systemów w identyczny sposób, jakkolwiek rozwój kolejnych generacji systemów był zawsze odpowiedzią na osiągnięcia i sposób działania rywala.
W kwestiach technologicznych różnice w podejściu obu państw znajdowały odbicie m.in. w stosowaniu przez Stany Zjednoczone zaawansowanych silników rakietowych na paliwo stałe, Związek Radziecki natomiast preferował pociski na paliwo ciekłe. Podczas gdy ZSRR dążył do jak największego stopnia automatyzacji okrętów, USA pokładały większe zaufanie w kontroli ludzi nad okrętami, w tym zwłaszcza ich reaktorami jądrowymi. Marynarka Wojenna Związku Radzieckiego przykładała dużą wagę do osiągów budowanych przez siebie okrętów, podczas gdy US Navy była bardziej zachowawcza w tym zakresie, większy natomiast nacisk kładąc na maksymalne wyciszenie jednostek. Mimo dzielących je różnic obydwa państwa były w najwyższym stopniu innowacyjne i tak jedno, jak i drugie państwo w różnych aspektach technicznych osiągało przewagę nad rywalem. Różnice te nie niweczyły jednakże podstawowego założenia obu państw – podwodne systemy balistyczne są najskuteczniejszą bronią strategicznego odstraszania nuklearnego. W konsekwencji takiego założenia – z wyjątkiem wczesnego okresu zimnej wojny – stanowiły podstawowy element ofensywny triady nuklearnej każdego z nich.

## Geneza

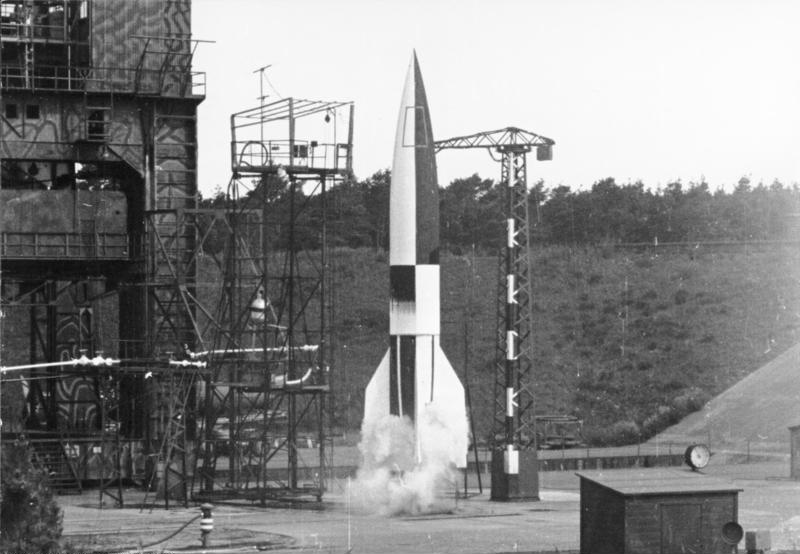
Pocisk V-2

Początki morskich pocisków balistycznych związane są z koncepcją morskiej wersji niemieckich pocisków V-2. Przed zakończeniem II wojny światowej, ta wersja pocisku znajdowała się w fazie rozwojowej. Na początku roku 1944 Klaus Riedel – członek załogi Peenemünde – zaproponował wystrzeliwanie pocisków V-2 na Wielką Brytanię z Morza Północnego, dokąd miały być holowane w pojemnikach przez okręty podwodne. Pojemniki V-2 miały około 32 metrów długości, 5,7 metra średnicy oraz wyporność 500 ton, obok jednego pocisku mieściły m.in. pomieszczenie osób obsługujących, pomieszczenie centrum bojowego, zbiornik paliwa rakietowego oraz zbiorniki balastowe. Jeden okręt podwodny mógł holować do trzech pojemników. Planowane było także holowanie pojemników przez Atlantyk, co miało umożliwić atak na – stanowiący główny cel na kontynencie amerykańskim – Nowy Jork. W ramach tej misji załoga pojemnika podróżować miała na pokładzie okrętu podwodnego, po czym przed odpaleniem pocisku przejść miała do pojemnika, dokonać tankowania pocisku i odpalić go. Projekt pojemników ukończony został w sierpniu 1944 roku w stoczni Vulkan w Szczecinie, tam też rozpoczęte zostały prace nad ich budową. W momencie zakończenia wojny, trzy pojemniki były ukończone w 65–70 procentach, natomiast model prototypowy został przetestowany na wodach przybrzeżnych w pobliżu Peenemünde.
Po zakończeniu wojny duża grupa naukowców i konstruktorów programu V-2 została aresztowana, wielu z nich – w tym kierujący programem Wernher von Braun – zostało przewiezionych do USA, gdzie stanowili następnie trzon personalny programu balistycznego US Army. Związek Radziecki dla przechwyconych przez siebie niemieckich specjalistów programu V-2 utworzył pierwotnie ośrodek naukowo-badawczy Instytut Rabe w Bleicherode koło Nordhausen, gdzie mieli kontynuować swoją pracę. W ośrodku tym, obok Siergieja Korolowa, pod nadzorem pracował także jeden z przełożonych niemieckiego programu rakietowego w ośrodku Heeresversuchsanstalt w Peenemünde – Helmutt Groettrup. 22 października 1946 roku NKWD aresztowało jednak niemieckich naukowców wraz z rodzinami oraz specjalistami innych dziedzin techniki wojskowej, i tę grupę około pięciu tysięcy osób wywieziono w głąb ZSRR, gdzie mieli kontynuować swoje prace pod ścisłym nadzorem. W konsekwencji niemieccy konstruktorzy V-2 wnieśli znaczący wkład zarówno do amerykańskich, jak i radzieckich programów balistycznych.

## Systemy pierwszej generacji
Począwszy od października 1945 roku Wielka Brytania, USA oraz ZSRR rozpoczęły serię testów na zdobytych lub skompletowanych pociskach V-2, 6 września 1947 roku, „amerykański” V-2 został wystrzelony z pokładu lotniczego lotniskowca USS „Midway” (CV-41), co było pierwszym startem pocisku balistycznego z platformy mobilnej. Od tego momentu na liście priorytetów Marynarki Wojennej Stanów Zjednoczonych znalazły się guided missile ships, czyli okręty zdolne do przenoszenia i wystrzeliwania pocisków rakietowych. Pierwszymi tego typu okrętami miały być wielozadaniowe lotniskowce – przystosowane zarówno do przenoszenia broni balistycznej, jak i wykonywania normalnych dla tego typu jednostek zadań – a także nieukończony pancernik USS „Kentucky” (BB-66) oraz wielki krążownik USS „Hawaii” (CB-3). Zarówno Stany Zjednoczone, jak i Związek Radziecki znały niemiecką ideę podwodnych wyrzutni, ale nie przejawiały wielkiego zainteresowania tą koncepcją, większe nadzieje pokładając w morskich pociskach samosterujących dla uderzeń dalekiego zasięgu. W Stanach Zjednoczonych nowo utworzone siły powietrzne (United States Air Force) prowadziły badania w zakresie technologii balistycznych, współzawodnicząc z kierowanym przez von Brauna programem US Army. W Związku Radzieckim program balistyczny prowadzony był pod nadzorem struktur rządowych, w tym zwłaszcza NKWD oraz Zarządu Artylerii Armii Czerwonej. W 1949 roku w ZSRR przygotowano wstępny projekt rakietowego okrętu podwodnego pod sygnaturą Projekt P-2, którego planowanym zadaniem było wykonywanie uderzeń na cele lądowe. Projekt opracowany został przez CKB-18 (późniejsze biuro konstrukcyjne Rubin). Okręt miał zakładaną wyporność nawodną niemal 5400 ton, a przenosić miał 12 pocisków R-1 (radzieckich wersji V-2) oraz pocisków manewrujących Łastoczka. W realizacji programu tego okrętu napotkano jednak dużą liczbę problemów, których konstruktorzy nie zdołali pokonać, w tym m.in. problemy ze stabilizacją pocisku przed jego odpaleniem. W pierwszej fazie rozwoju morskich systemów rakietowych woda-ziemia zarówno ZSRR, jak i USA traktowały ten rodzaj broni jako broń wyłącznie taktyczną bez znaczenia strategicznego.

### ZSRR
Radzieckie prace nad stworzeniem morskiego systemu balistycznego zapoczątkowane zostały rządowym dekretem z 26 stycznia 1954 r. Szefem programu systemu rakietowego D-1 ustanowiono kierownika biura konstrukcyjnego OKB-1 NII-88 Siergieja Korolowa. W latach 1953–1954 Korolow zaproponował morski wariant opracowanego przez OKB-1 pocisku R-11 na paliwo ciekłe – R-11FM ze zmienionymi składnikami paliwa oraz systemami kontroli i naprowadzania. Modyfikacje te zaowocowały między innymi zdolnością systemu nawigacyjnego pocisku do przyjęcia z okrętu danych startowych. Starty testowe R-11FM przeprowadzono w latach 1954–1955 na Czwartym Państwowym Poligonie Testowym w Kapustin Jarze. Po trzech startach z nieruchomego stanowiska, w celu symulowania ruchu, przeprowadzono start z poruszającej się platformy. Biuro OKB-1 opracowało procedurę startową pocisku z pojemnika wynurzonego okrętu, w której ramach pocisk miał być podnoszony w górę, a następnie odpalany znad pojemnika. Marynarka Wojenna ZSRR zażądała wprawdzie możliwości startu pocisku z okrętu zanurzonego, jednakże Korolow przeciwstawił się temu, twierdząc, iż start z powierzchni nastąpi w krótszym czasie. Poza pociskiem, program napotkał wiele problemów związanych m.in. z trudnością ustalenia dokładnej pozycji okrętu podwodnego oraz namiarów celu, bezpieczeństwem komunikacji i in.; wszystkie one jednak zostały rozwiązane i do końca roku 1956 opracowano komplet dokumentów konstrukcyjnych.

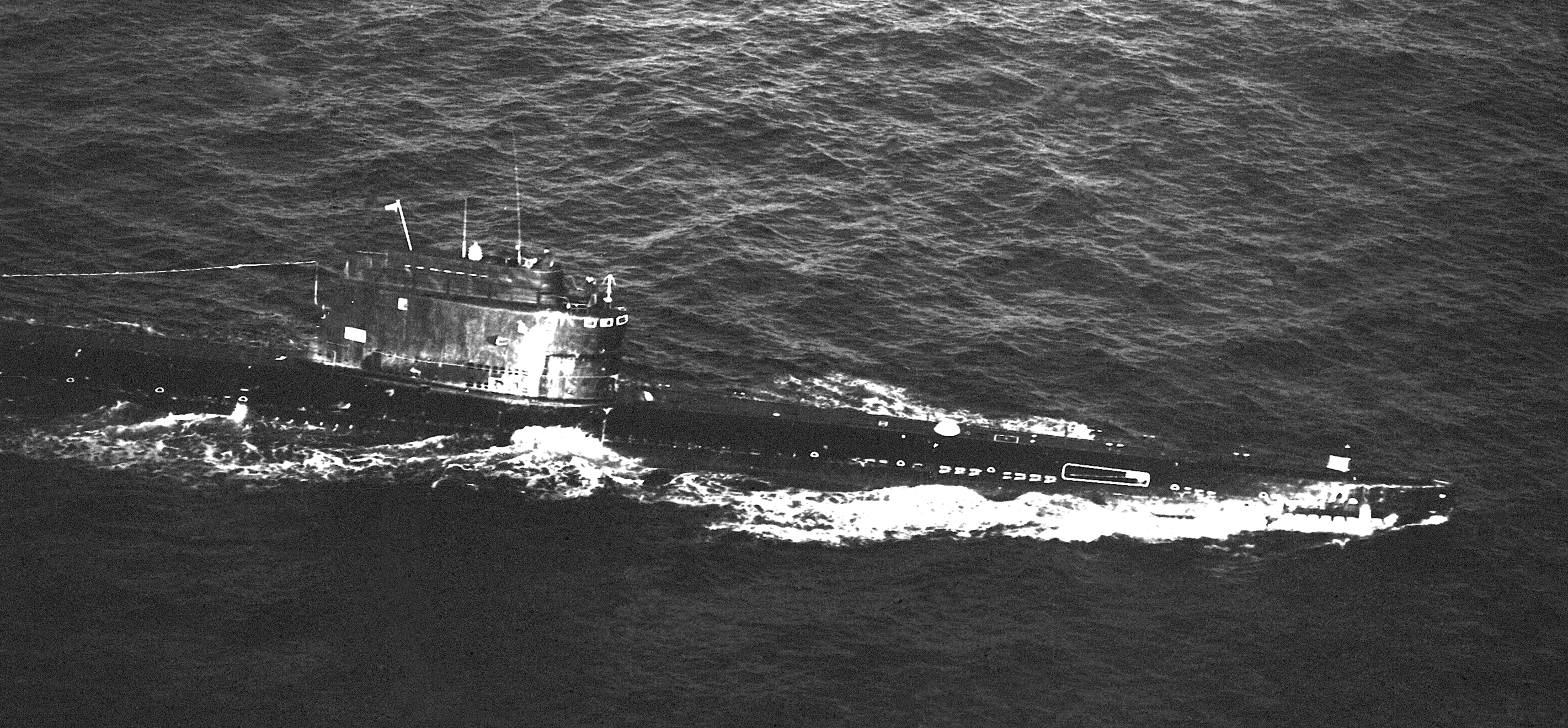
Okręt projektu 611 (kod NATO: Zulu)

Pierwszym na świecie okrętem podwodnym przenoszącym pociski balistyczne był radziecki zmodyfikowany okręt projektu 611 (kod NATO Zulu) – B-67. Na okręcie tym, dwie pionowe wyrzutnie pocisków R-11FM umieszczono w powiększonym kiosku okrętu, rezygnując przy tym z części baterii elektrycznych w przedziałach znajdujących się pod kioskiem, a także kilku pomieszczeń oficerów, których przeniesiono do magazynu torpedowego. Pierwszy w historii start pocisku balistycznego z pokładu okrętu podwodnego miał miejsce 16 września 1955 roku. Wystrzelony ze znajdującego się na Morzu Białym wynurzonego B-67 pocisk R-11FM trafił w poligon testowy na Nowej Ziemi. W tym też roku rozpoczęto prace nad zmodyfikowaną wersją projektu 611, oznaczoną AW611. W 1959 roku pierwsze pociski R-11FM osiągnęły gotowość operacyjną, dając tym samym ZSRR miano pierwszego państwa uzbrojonego w wystrzeliwane z okrętu podwodnego pociski balistyczne. W trakcie regularnych patroli, pociski te nie były wyposażone w przeznaczone dla nich głowice nuklearne RDS-4 o mocy 10 kt, które przechowywane były na lądzie z możliwością zainstalowania w pociskach w razie zagrożenia atakiem. Tymczasem w 1955 roku Siergiej Korolow podjął decyzję o przeniesieniu prac nad pociskami balistycznymi dla okrętów podwodnych z OKB-1 do specjalnego biura konstrukcyjnego SKB-385 kierowanego przez Wiktora Makijewa, co pozwoliło Korolowowi skoncentrować się na strategicznych pociskach o większym zasięgu oraz programach kosmicznych. Po przeniesieniu programu pocisków dla okrętów podwodnych do SKB-385, biuro to rozpoczęło prace nad systemem rakietowym D-2, składającym się z nowego pocisku R-13 oraz nowej serii okrętów podwodnych projektu 629 (NATO: Golf). R-13 o zasięgu 650 km, napędzany był silnikiem na paliwo ciekłe i podobnie jak R-11 wystrzeliwany z powierzchni. Okręty, dla których były przeznaczone, miały taki sam napęd spalinowo-elektryczny jak współczesne im okręty projektu 641 (kod NATO: Foxtrot). Skonstruowane w CKB-16 pod kierunkiem Isanina okręty projektu 629 miały wyporność 2850 ton na powierzchni i mogły przenosić trzy pociski R-13.

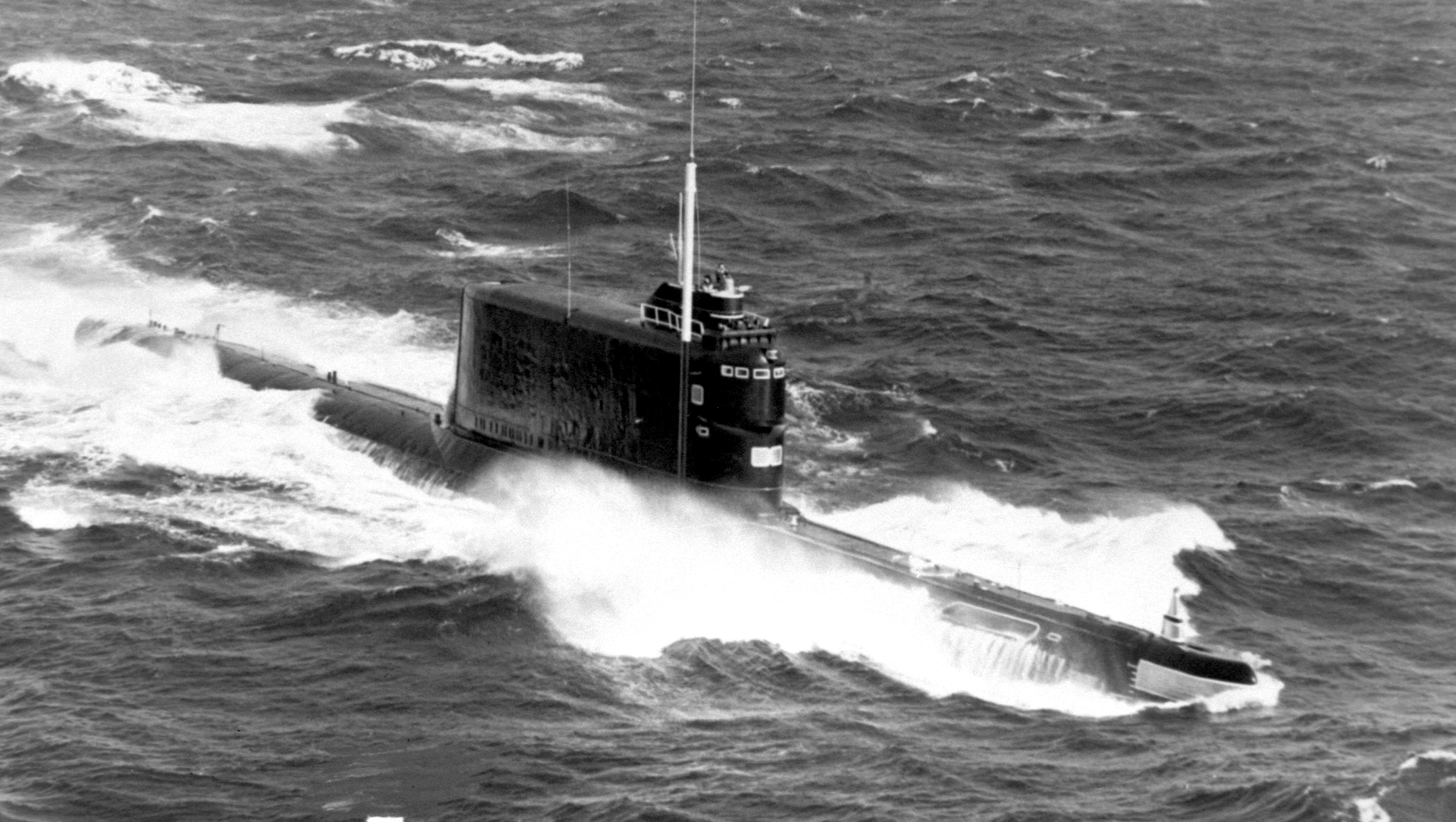
Okręt projektu 629 (kod NATO: Golf)

Wyrzutnie startowe tych pocisków przechodziły przez całą wysokość kadłuba wewnętrznego, wchodząc aż do kiosku, start zaś pocisków odbywał się na powierzchni, po ich podniesieniu ponad kiosk okrętu. Pierwsze pięć okrętów tego typu przenosiło pociski R-11FM, późniejsze – R-13. W czasie budowy pierwszych jednostek, CKB-16 rozpoczęło rozwój systemu z małym reaktorem, który w okrętach projektu 629 zapewniać miał energię dla ładowania akumulatorów, eliminując konieczność użycia w tym celu silników spalinowych, program ten został jednak przerwany. Okrętem prototypowym projektu 629 był B-41 (oznaczony później K-79), który wybudowany został w Siewierodwińsku, dostarczony marynarce wojennej w roku 1959. W ciągu następnych trzech lat stocznie w Siewierodwińsku i Komsomolsku zbudowały 22 okręty tego projektu. Wybudowane w ostatniej z tych stoczni sekcje dwóch dodatkowych jednostek zostały przekazane Chinom, gdzie następnie jedna z nich została złożona w Darien, przyjmując oznaczenie 035. Druga jednostka nigdy jednak nie została skompletowana.
Sposób odpalania pocisków R-11FM i R-13 był skomplikowany i czasochłonny – trwający do półtorej godziny. Nawet jeśli część procedur przedstartowych na okrętach projektu 629 mogła odbywać się pod wodą, w celu zakończenia procedury i odpalenia pocisku okręt musiał się wynurzyć, co potęgowało możliwość i ryzyko wykrycia nawet jeszcze przed wynurzeniem.

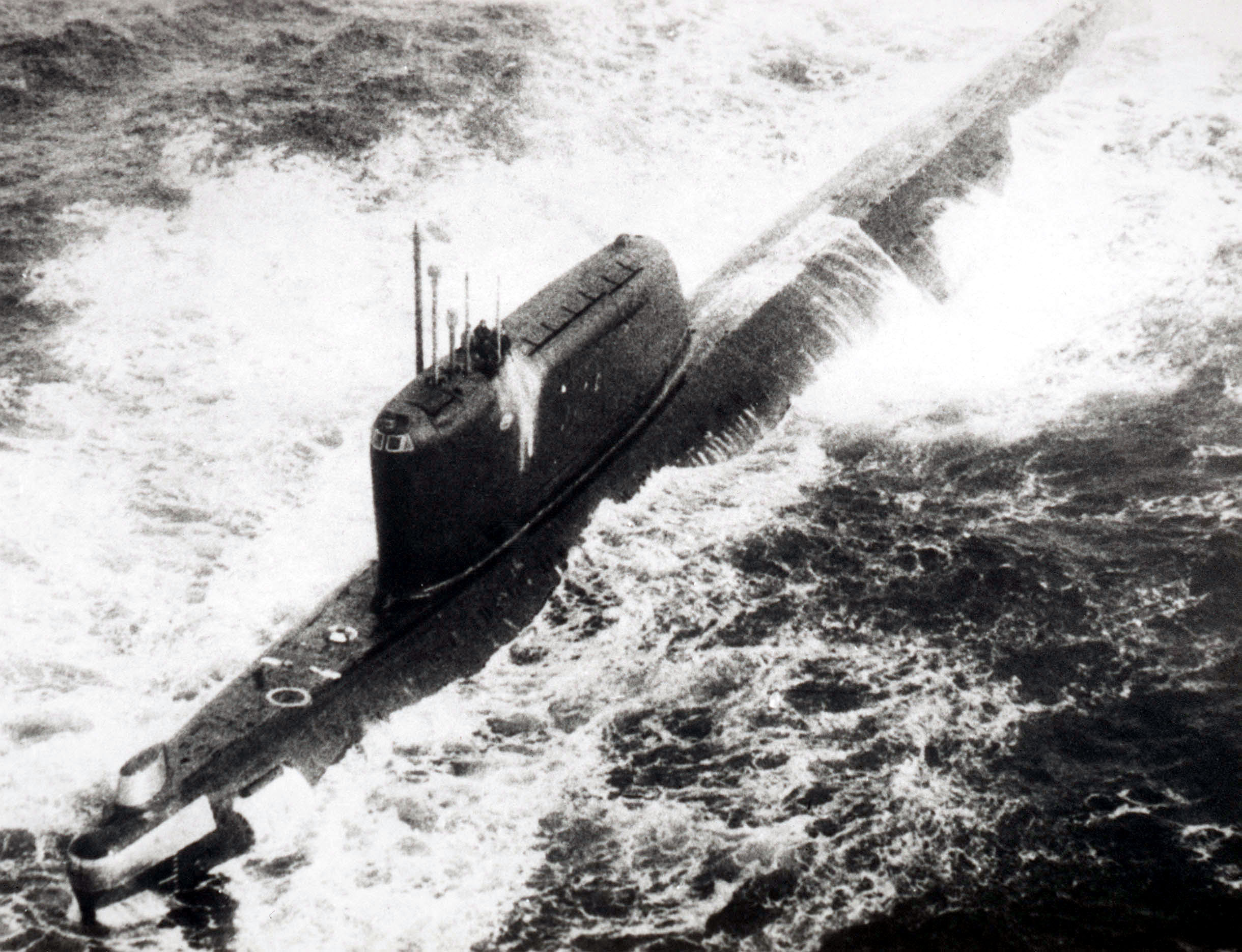
Okręt projektu 658M

20 października 1961 roku przeprowadzono pierwszy na świecie test pocisku balistycznego SLBM uzbrojonego w głowicę termojądrową. Okręt projektu 629 wystrzelił pocisk R-13 z jedną głowicą o mocy 1 Mt, która eksplodowała na poligonie „Tęcza” na Nowej Ziemi. W konsekwencji tego testu, pociski R-13 z głowicą nuklearną zostały zaakceptowane dla okrętów podwodnych. W 1955 roku rozpoczęto eksperymentalne prace nad możliwością wystrzeliwania pocisków balistycznych z zanurzonego okrętu. Po pokonaniu licznych związanych z tym trudności, pierwszy test wystrzelenia atrapy pocisku z zanurzonego okrętu przeprowadzono w 1957 roku. Atrapę wystrzelono z zanurzonego okrętu projektu 613D4 (kod NATO: Whiskey) S-229. Okręt został zmodyfikowany w ukraińskiej stoczni nr 444 w Mikołajowie nad Morzem Czarnym, przez dodanie dwóch wystających ponad kadłub i kiosk okrętu wież startowych pośrodku okrętu. Atrapy pocisków miały silnik startowy na paliwo stałe, oraz drugi stopień napędowy na paliwo ciekłe. Modyfikacji do PW611 uległ w Siewierodwińsku także wcześniej używany do testów okręt B-67 projektu W611 (Zulu). Pierwsze podwodne odpalenie z B-67 miało miejsce w sierpniu 1959 roku, było jednak nieudane. 10 września 1960 roku, niecałe dwa miesiące po podwodnym odpaleniu przez „George Washington” (SSBN-598) pocisku Polaris A-1, pocisk S4-7 (zmodyfikowany R-11FM) został odpalony z zanurzonego okrętu. Tuż przed ukończeniem pierwszego okrętu projektu 629 (kod NATO: Golf), w 1958 roku w biurze SKB-385 podjęto prace zmierzające do opracowania napędzanego paliwem ciekłym pocisku R-21 (kod NATO: SS-N-5 Serb) o zasięgu 755 mil morskich (1400 km), dwukrotnie większym od zasięgu R-13. Pocisk ten mógł być wystrzeliwany z głębokości 40 do 50 metrów przy okręcie poruszającym się w momencie odpalenia z prędkością do 4 węzłów.
Pierwsze podwodne odpalenie pocisku R-21 miało miejsce w 1961 roku z okrętu S-229. Okręt został wyposażony w dwie pojedyncze tuby startowe w formie wystających ponad kadłub wież. Rok później dwie wieże startowe tych pocisków zostały zainstalowane na okręcie K-142 – ostatnim z projektu 629 (Golf) wybudowanym w Siewierodwińsku (przekonstruowany projekt 629B). Ten ukończony w 1961 roku okręt dokonał pierwszego podwodnego odpalenia 24 lutego 1962 roku. Do 1972 roku 13 dodatkowych jednostek projektów 629 (Golf) oraz 658 (kod NATO: Hotel) zostało przebudowanych do przenoszenia trzech odpalanych spod wody pocisków R-21, stając się – odpowiednio – projektami 629A (Golf II) oraz 658M. Przemianowane okręty 629A zostały niestrategicznymi platformami rakietowymi. W 1976 roku sześć z tych jednostek zostało przeniesionych ze składu Floty Północnej do Floty Bałtyckiej, celem pełnienia roli bazujących na morzu platform taktycznych pocisków balistycznych, pozostałe siedem służyło we Flocie Oceanu Spokojnego. Okręty te pozostawały na służbie przez prawie 30 lat – do roku 1989, kiedy wycofano ostatnie jednostki. Golf były jednostkami w miarę udanymi, mimo że jeden z nich – K-129, przemianowanego projektu 629A/Golf II – 25 lutego 1968 zatonął w trakcie patrolu na północnym Pacyfiku wraz z dziewięćdziesięcioma ośmioma członkami załogi. W następstwie katastrofy, w ramach operacji „Jennifer” amerykańska Centralna Agencja Wywiadowcza podjęła próbę wydobycia okrętu, jednakże na skutek ułamania się podnoszonego kadłuba, wydobyto jedynie jego część dziobową (sekcje pierwszą i drugą) zawierającą dwie torpedy z głowicami jądrowymi i torpedy konwencjonalne, a także ciała sześciu członków załogi, która to część została podniesiona na pokład specjalnie przystosowanego tajnego statku „Glomar Explorer”. Wydobyte ciała zostały z honorami pochowane 4 września 1974 roku zgodnie z tradycją morską.
We wrześniu 1956 r. biuro CKB-18 pod kierunkiem P. Z. Gołosowskiego, następnie I. B. Michałowa, a ostatecznie Siergieja Nikiticza Kowaljewa, rozpoczęło intensywne prace nad nowym typem okrętu projektu 658 (kod NATO: Hotel). Z uwagi na napięty terminarz, program ten przebiegał bez wcześniejszego opracowania projektu wstępnego. W jego rezultacie już w pierwszym kwartale następnego roku zakończono opracowywanie projektu okrętów o wyporności nawodnej 4080 ton i długości 114 metrów. Jednostki te zostały pierwotnie wyposażone w trzy pociski R-13 (NATO: SS-N-4), a także w wyrzutnie torpedowe 533 mm oraz 400 mm – podobnie jak okręty projektu 675 (kod NATO: Echo II) – celem zwalczania niszczycieli ZOP. Siłownia tych okrętów podobna była do zainstalowanej w jednostkach projektu 627A (kod NATO: November SSN) oraz projektów 659 i 675 (kod NATO: Echo SSGN), z dwoma reaktorami VM-A. Wszystkie jednostki tego projektu miały problemy techniczne. Najważniejszą z przyczyn tych problemów była niska jakość wykonania oraz brak, czy też niedostatek kontroli jakości w stoczniach i u dostawców komponentów. W opinii szefa zespołu konstruktorów – Siergieja Kowaljewa: To była prawdziwa katastrofa – przeciekające generatory pary, przeciekające kondensatory i, praktycznie, wojskowa użyteczność tych jednostek była wątpliwa. W latach 1960–1962 w Siewierodwińsku ukończono osiem jednostek projektu 658 (Hotel); budowa kolejnych okrętów rakietowych tego typu była planowana, lecz została zatrzymana w roku 1959 w związku z utworzeniem Strategicznych Sił Rakietowych i anulowaniem programów morskich strategicznych sił uderzeniowych.
Również w 1956 roku, biuro SKB-143 podjęło prace konstrukcyjne nad budową większego okrętu z napędem jądrowym, przeznaczonego do przenoszenia cięższych pocisków. Okręty projektu 639 miały posiadać wyporność na powierzchni 6000 ton, jądrowy napęd czterech śrub oraz uzbrojenie w postaci skonstruowanych w OKB-586 trzech pocisków R-15. Te napędzane paliwem ciekłym pociski miały zasięg 540 mil morskich (1000 km) i odpalane były z powierzchni. Także biuro CKB-16 pracowało nad nową konstrukcją spalinowo-elektryczną W629, mogącą przenosić jeden duży pocisk R-15. Z uwagi jednak na to, iż R-15 był pociskiem odpalanym z powierzchni, zaś jego osiągi były gorsze, niż osiągi innych pocisków, w grudniu 1958 roku obydwa programy (pocisku i okrętu) anulowano. Siedem okrętów projektu 658, które przezbrojono w pociski R-21 (658M Hotel II), pozostawało w służbie operacyjnej do 1991 roku. Część jednostek po wycofaniu ze służby operacyjnej służyła jako jednostki badawcze lub do testów rakietowych.
|                              | Projekt    | Projekt    | Projekt               |
| AW611                        | 629        | 658        |                       |
| ---------------------------- | ---------- | ---------- | --------------------- |
| Kod NATO                     | Zulu V     | Golf I     | Hotel I               |
| Wejście do służby            | 1957       | 1959       | 1960                  |
| Wyporność                    |            |            |                       |
| nawodna                      | 1890 t     | 2850 t     | 4080 t                |
| podwodna                     | 2450 t     | 3610 t     | 5240 t                |
| Długość                      | 90,5 m     | 98,9 m     | 114,0 m               |
| Szerokość                    | 7,5 m      | 8,2 m      | 9,2 m                 |
| Zanurzenie                   | 5,15 m     | 8,1 m      | 7,68 m                |
| Reaktory                     | –          | –          | 2 VM-A                |
| Turbiny                      | –          | –          | 2                     |
| moc                          | –          | –          | 35 000 KM             |
| Silniki Diesla               | 3          | 3          | –                     |
| moc                          | 6000 KM    | 6000 KM    | –                     |
| Silniki elektryczne          | 3          | 3          | –                     |
| moc                          | 5400 KM    | 5400 KM    | –                     |
| wały napędu                  | 3          | 3          | 2                     |
| Prędkość                     |            |            |                       |
| nawodna                      | 16,5 w     | 14,5 w     | 18 w                  |
| podwodna                     | 12,5 w     | 12,5 w     | 26 w                  |
| Głębokość testowa zanurzenia | 200 m      | 300 m      | 300 m                 |
| Pociski                      | 2 R-11FM   | 3 R-13     | 3 R-13                |
| Wyrzutnie torpedowe          |            |            |                       |
| dziób                        | 6 × 533 mm | 4 × 533 mm | 4 × 533 mm 2 × 400 mm |
| rufa                         | 4 × 533 mm | 2 × 533 mm | 2 × 400               |

| R-11FM        | R-13                                         | R-21                          |                               |
| ------------- | -------------------------------------------- | ----------------------------- | ----------------------------- |
| Kod NATO      | SS-1b Scud-A                                 | SS-N-4 Sark                   | SS-N-5 Serb                   |
| Masa          | 5466 kg                                      | 13 745 kg                     | 16 600 kg                     |
| Długość       | 10,4 m                                       | 11,8 m                        | 12,9 m                        |
| Średnica      | 0,88 m                                       | 1,3 m                         | 1,4 m                         |
| Napęd         | jednostopniowy, paliwo ciekłe                | jednostopniowy, paliwo ciekłe | jednostopniowy, paliwo ciekłe |
| Zasięg        | 150 km                                       | 650 km                        | 1400 km                       |
| Naprowadzanie | inercyjne                                    | inercyjne                     | inercyjne                     |
| Głowica       | 1 głowica konwencjonalna lub nuklearna 10 Kt | 1 głowica nuklearna 1 Mt      | 1 głowica nuklearna 1 Mt      |

### USA
Po przeprowadzeniu startu V-2 z lotniskowca „Midway” w 1947 roku, US Navy nie przykładała większej wagi do pocisków balistycznych, skupiając się na innych rodzajach nowych broni, w szczególności związanych z lotniskowcami. Jednym z nielicznych przypadków zainteresowania przedstawicieli Marynarki Wojennej Stanów Zjednoczonych balistyczną bronią rakietową w tym okresie była propozycja z 1950 roku, w której komandor Francis D. Boyle – dowódca okrętu podwodnego podczas II wojny światowej – zaproponował stworzenie na bazie dotychczasowych jednostek podwodnych, okrętów rakietowych guided missile submarines. Innowacyjność tego pomysłu polegała m.in. na propozycji pionowych wyrzutni oraz zastąpieniu systemu napędowego opartego na śrubach systemem pędników strugowodnych. W tym czasie nie podjęto jednak w USA żadnego służącego marynarce wojennej programu balistycznego. Idea ta nabrała w USA impetu dopiero po przeprowadzeniu 12 sierpnia 1953 roku przez ZSRR próby jądrowej z bombą wodorową. Strach przed stopniem zaawansowania radzieckich pocisków strategicznych pchnął amerykański Departament Obrony do nakazania marynarce wojennej przystąpienia do prowadzonego przez US Army programu pocisku IRBM, który w jej przypadku miał być odpalany z okrętów nawodnych. Dowództwo US Navy było bardzo sceptyczne wobec przystąpienia do programu Armii, gdyż ta opracowywała napędzany paliwem ciekłym pocisk Jupiter, które paliwo uważano za zbyt niebezpieczne do obsługi na morzu. Także sam mierzący 18,3 metra pocisk, jak sądzono, był zbyt kłopotliwy nawet na pokładzie okrętu nawodnego. W tym czasie marynarka wojenna miała także dwa nieoficjalne powody niechęci do programu balistycznego. Po pierwsze: od późnych lat 40. XX w. Bureau of Aeronautics oraz Bureau of Ordnance niezależnie od siebie prowadziły programy rozwoju pocisków manewrujących (dla okrętów podwodnych) przeznaczonych do ataku na cele lądowe. Żadne z tych biur nie chciało wydzielać własnych zasobów naukowo-badawczych i konstrukcyjnych dla programu balistycznego. Drugim, nieoficjalnym powodem niechęci była przegrana marynarki wojennej w kontrowersyjnej rywalizacji z siłami powietrznymi w sprawie: „bombowiec B-36 czy lotniskowce typu United States”. Przegrana ta kosztowała marynarkę sporo prestiżu oraz anulowanie programu pierwszego powojennego lotniskowca „United States” (tzw. rewolta admirałów). W rezultacie, dowództwo marynarki chciało uniknąć kolejnej batalii między różnymi formacjami sił zbrojnych, tym razem o pociski balistyczne. Jednym z powodów niechęci – tym razem bardzo realnym, była obawa o konieczność ponoszenia kosztów nowej broni, poza zwykłym budżetem Marynarki. Doszło wręcz do tego, iż szef operacji morskich w latach 1953–1955, admirał Robert Carney, nałożył restrykcje na oficerów marynarki wspierających program balistyczny.

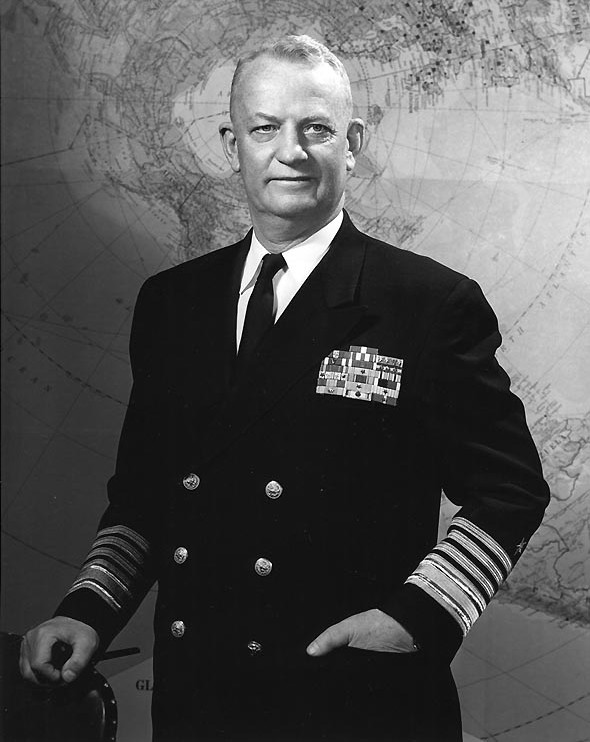
Admirał Arleigh Burke

Stanowisko US Navy wobec programu balistycznego zmieniło się wraz z objęciem stanowiska szefa operacji morskich przez admirała Arleigha Burke’a. Jak twierdzi biograf admirała – David A. Rosenberg – wsparcie, wbrew opozycji w marynarce, najwyższego priorytetu programu balistycznego US Navy, było najbardziej znaczącą inicjatywą Arleigha Burke’a w trakcie sprawowania przez niego po raz pierwszy tej funkcji, w latach 1955–1957. Mimo tego wsparcia, program pocisku balistycznego pośredniego zasięgu dla floty nie rozwijał się dobrze, głównie z uwagi na opory biurokracji w marynarce wojennej. Pragnąc wzmocnić rangę programu i przyspieszyć prace nad własnym pociskiem, admirał utworzył niezależne od innych biur technicznych biuro Special Projects Office (SPO), którego wyłącznym zadaniem miały być prace nad morskim pociskiem balistycznym. W staraniach tych admirał Burke miał silne wsparcie ze strony sekretarza marynarki wojennej Charlesa S. Thomasa. 8 listopada 1955 r. sekretarz obrony zainicjował wspólny program IRBM armii i marynarki. Morska część programu pocisku Jupiter, wraz z programem USAF Atlas ICBM, otrzymała najwyższy narodowy priorytet – Brickbat 01. Prace nad morską wersją pocisku Jupiter nabrały tempa w 1956 roku, natomiast na rok 1959 ustalono termin wysłania w morze pierwszych pocisków na pokładach zmodyfikowanych statków komercyjnych. Niektóre prace studyjne przewidywały również uzbrojenie w osiem pocisków balistycznych okrętów podwodnych z napędem jądrowym o wyporności podwodnej 8300 t. W trakcie trwania programu, US Navy wciąż miała wątpliwości co do zastosowania na pokładach okrętów pocisków napędzanych paliwem ciekłym, wszczęto więc studia nad możliwością zastosowania napędów na paliwo stałe, które jednak dawało mniejszy ciąg, co ograniczało możliwy do przeniesienia ładunek. Przełom w tym zakresie nastąpił w 1956 roku, kiedy naukowcy odkryli sposób na znaczne zmniejszenie rozmiarów głowic termojądrowych. Ojciec amerykańskiej bomby wodorowej – dr Edward Teller stwierdził latem 1956 roku, iż już wkrótce głowica o masie 400 funtów (181 kg) będzie miała siłę eksplozji bomby 5000-funtowej (2270 kg). We wrześniu tego roku amerykańska Agencja Energii Atomowej szacowała, iż mała głowica nuklearna będzie dostępna w 1965 roku, z pewnymi szansami na jej udostępnienie już w roku 1963. Rozwój tego specyficznego programu zbiegł się z intensywnymi pracami nad napędem na paliwo stałe o dużej sile ciągu, odejściem marynarki wojennej ze wspólnego z armią programu Jupiter w grudniu tego roku, formalną inicjacją programu pocisku SLBM na paliwo stałe Polaris A-1 oraz podjęciem decyzji o porzuceniu idei bazowania pocisków balistycznych na jednostkach nawodnych, na rzecz rozmieszczenia ich na pokładach okrętów podwodnych.
8 lutego 1957 roku szef operacji morskich Arleigh Burke ustanowił wymagania dla opracowywanych pocisków balistycznych, o zasięgu 1500 mil morskich (2778 km), które miały być dostępne dla działalności operacyjnej w roku 1965. Zasięg ten obliczony był na możliwość wykonania ataku na stolicę ZSRR – Moskwę, z okrętu podwodnego na Morzu Norweskim. Z uwagi jednak na postępy radzieckich prac nad rakietowymi broniami strategicznymi, program Polaris był kilkakrotnie przyspieszany. Admirał Burke finansował go z bieżącego budżetu US Navy, starając się jednocześnie pozyskiwać środki na najważniejsze programy marynarki wojennej, w tym okręty nawodne o napędzie nuklearnym i program Polaris. Przedsięwzięcie Polaris stało się programem jeszcze pilniejszym 3 sierpnia 1957 roku, kiedy ZSRR przeprowadził pierwszy na świecie test dalekiego zasięgu pocisku ICBM. W ramach tego testu pocisk R-7 przeleciał kilka tysięcy kilometrów z pola startowego w Tiuratam, aby uderzyć w Syberię. Kilka tygodni później – 4 października 1957 roku, za pomocą R-7, Związek Radziecki umieścił na orbicie Sputnika – pierwszego sztucznego satelitę Ziemi. Spowodowało to, iż 23 października tego roku sekretarz marynarki Thomas S. Gates, zaproponował przyśpieszenie programu Polaris przez udostępnienie pocisków o mniejszym zasięgu (1200 Mm – 2225 km) już do grudnia 1959 roku, wraz z trzema okrętami podwodnymi do ich przenoszenia najdalej do połowy 1962 roku oraz pocisku o zasięgu 1500 mil morskich najdalej do połowy 1963. Miesiąc później program został ponownie przyspieszony poprzez ograniczenie czasu na przygotowanie pocisku o zasięgu 1200 Mm do października 1960. W grudniu 1957 roku, po wypełnieniu wstępnego terminarza przygotowania okrętów dla pocisków Polaris, terminarz programu balistycznego został ponownie zmieniony przez przyśpieszenie oddania drugiego okrętu „Polaris” do marca 1960 r., trzeciego zaś do grudnia tego roku.

#### Budowa okrętów
W celu umożliwienia szybkiej budowy podwodnych nosicieli pocisków balistycznych, US Navy zmieniła plany dotyczące zamówionych okrętów myśliwskich (SSN) o napędzie nuklearnym, których budowa została już rozpoczęta. Z tego też względu pierwsze pięć jednostek przenoszących pociski Polaris (SSBN 598–602) było pochodnymi okrętów myśliwskich typu Skipjack.

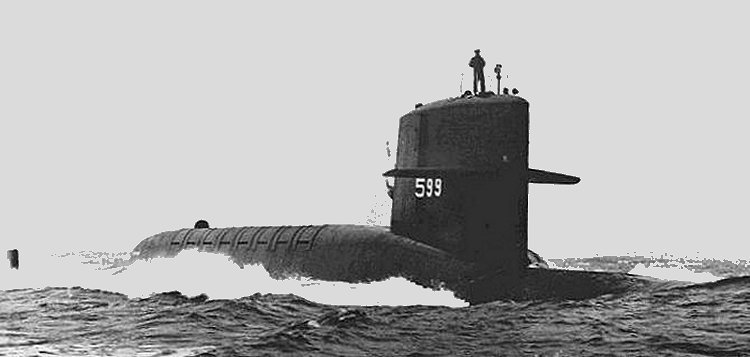
USS „Patrick Henry” (SSBN-599) typu George Washington

Okręty te miały opływowy kadłub z jedną śrubą oraz siłownią jądrową z reaktorem S5W, zapewniającą moc 15 000 koni mechanicznych. Dla celów pomieszczenia pocisków balistycznych okręty tego typu zostały przedłużone o 39,6 metra, w tym 13,7 m dla urządzeń specjalnej nawigacji oraz kontroli pocisków, 3 metry dla urządzeń pomocniczych oraz 22,9 m dla dwóch rzędów (po osiem w każdym) pojemników startowych. Wybór liczby 16 pojemników startowych dla jednego okrętu był wynikiem przepytywania członków zespołu SPO i wyciągnięcia średniej z ich rekomendacji Dużo większe niż oryginalny typ okręty SSBN miały tę samą siłownię, co czyniło je okrętami znacznie wolniejszymi, niż okręty typu Skipjack. Pierwszy okręt SSBN USS „George Washington” (SSBN-598) powstał z połączenia elementów okrętu „Scorpion” (SSN-589), którego stępkę położono 1 listopada 1957 r. oraz „Skipjack”. W celu budowy USS „George Washington” dokonano ponownego zamówienia, tym razem na okręt nowego typu, oznaczony pierwotnie jako SSGN(FBN)-588. W związku z rozwojem radzieckiego programu rakietowego oraz głównie politycznym zjawiskiem określanym jako „missile gap”, produkcja okrętów SSBN otrzymała najwyższy narodowy priorytet. W związku z nim, z uwagi na moce produkcyjne stoczni oraz zaopatrzenie w materiały i urządzenia, produkcja wszystkich innych jednostek – zwłaszcza okrętów myśliwskich – została spowolniona bądź wstrzymana. Do lipca 1960 roku w produkcji było pięć jednostek typu George Washington (598), pięć ulepszonych okrętów typu Ethan Allen (608) oraz cztery jednostki typu Lafayette (616).

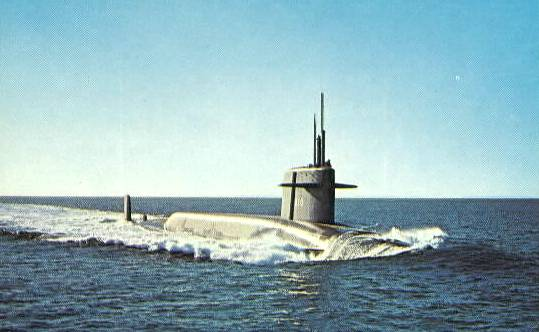
USS „Thomas A. Edison” (SSBN-610) typu Ethan Allen

Pierwszych pięć okrętów bazowało na konstrukcji typu Skipjack, z testową głębokością zanurzenia 215 metrów, z wyjątkiem pierwszego okrętu „George Washington”, którego przedział rakietowy nie został – jak kadłuby pozostałych jednostek – zbudowany ze stali HY-80, lecz z mniej wytrzymałej High-Tensile Steel, z powodu której zanurzenie testowe tego okrętu wynosiło 183 metry. Pięć jednostek typu Ethan Allen było większymi okrętami opartymi na kadłubie i maszynach okrętów typu Thresher/Permit z testową głębokością zanurzenia 400 metrów i wypornością podwodną 7800 ton. Okręty typu Lafayette były ostatnimi jednostkami Polaris, wymiarami i wypornością (8250 t. w zanurzeniu) przewyższały pozostałe jednostki, miały przy tym ulepszony system wyciszenia okrętu. Wszystkie trzy typy przenosiły po 16 pocisków Polaris.
Pociski Polaris mogły być wystrzeliwane podczas całkowitego zanurzenia okrętu, na głębokości około 60 stóp (18,3 m), z częstotliwością strzału około jednego pocisku na minutę. Największym problemem okrętów Polaris była komunikacja, zwłaszcza wielkość opóźnienia w dostarczeniu zanurzonemu okrętowi rozkazu odpalenia pocisków. Problem ten został częściowo rozwiązany poprzez ulepszenia technologiczne, zastosowanie holowanych anten oraz łączności satelitarnej, a także za pośrednictwem przekaźników na pokładach samolotów. Jednakże jednokierunkowa komunikacja okrętów rakietowych i potencjalne opóźnienie powodowały, iż okręty te nie były dobrą bronią pierwszego uderzenia jądrowego (fakt znany zarówno liderom na Kremlu, jak również w Waszyngtonie). Dzięki jednak relatywnie wysokiej „przeżywalności” balistycznych okrętów podwodnych w porównaniu z innymi środkami strategicznymi, systemy te były idealnymi środkami drugiego uderzenia lub uderzenia odwetowego, co czyniło z nich godny zaufania środek strategicznego odstraszania.
Pierwszy okręt Polaris – „George Washington” – został przyjęty do służby 20 grudnia 1959 roku, a 18 czerwca następnego roku wypłynął na pierwszy patrol, podczas którego dokonał pierwszego odpalenia nieuzbrojonego pocisku Polaris A-1. Na pokładzie okrętu znajdował się w tym czasie kontradmirał William F. Raborn – szef SPO – oraz obydwie załogi, a także pewna liczba techników – razem około 250 osób. W trakcie odpalenia wystąpiły niewielkie problemy procedury odliczania przed startem, co spowodowało, iż okręt powrócił do portu, rezygnując z odpalenia dwóch pozostałych zaplanowanych do wystrzelenia pocisków. Po usunięciu usterek okręt ponownie wyszedł w morze, dokonując dwóch pozostałych odpaleń. Po drugim z nich kontradmirał Raborn wysłał z pokładu okrętu bezpośrednią depeszę do prezydenta Dwighta Eisenhowera o treści POLARIS – FROM OUT OF THE DEEP TO TARGET. PERFECT (Polaris – z głębin do celu. Perfekcyjnie). Jednostki te wprowadziły do służby nowy standard operacyjny, w którym każdy okręt ma dwie pełne załogi, w tym wypadku 135 oficerów i marynarzy. Załogi te nazywane są „złotą” i „niebieską”. Jedna z załóg wypływa okrętem na sześćdziesięciodniowy patrol, po czym dostarcza okręt do portu celem uzupełnienia zapasów i przeprowadzenia drobnych napraw, a następnie jednostka wypływa na kolejny sześćdziesięciodniowy patrol z drugą załogą, podczas gdy pierwsza z nich poświęca czas na odpoczynek i trening. W ten sposób, dwie trzecie wszystkich okrętów Polaris było w każdym momencie na morzu.
Na pierwszy operacyjny patrol bojowy USS „George Washington” wyszedł 15 listopada 1960 roku. Podczas tego patrolu przenosił 16 pocisków Polaris A-1 o zasięgu 1200 mil morskich, uzbrojonych w bojowe głowice jądrowe W47 o mocy 600 kiloton każda. SSBN-598 przebywał na patrolu 67 dni, z czego 66 w pełnym zanurzeniu, a przed jego powrotem do bazy 30 grudnia 1960 r. na patrol wyszedł drugi okręt Polaris – „Patrick Henry” (SSBN-599), co dało początek regularnym patrolom amerykańskich okrętów SSBN.

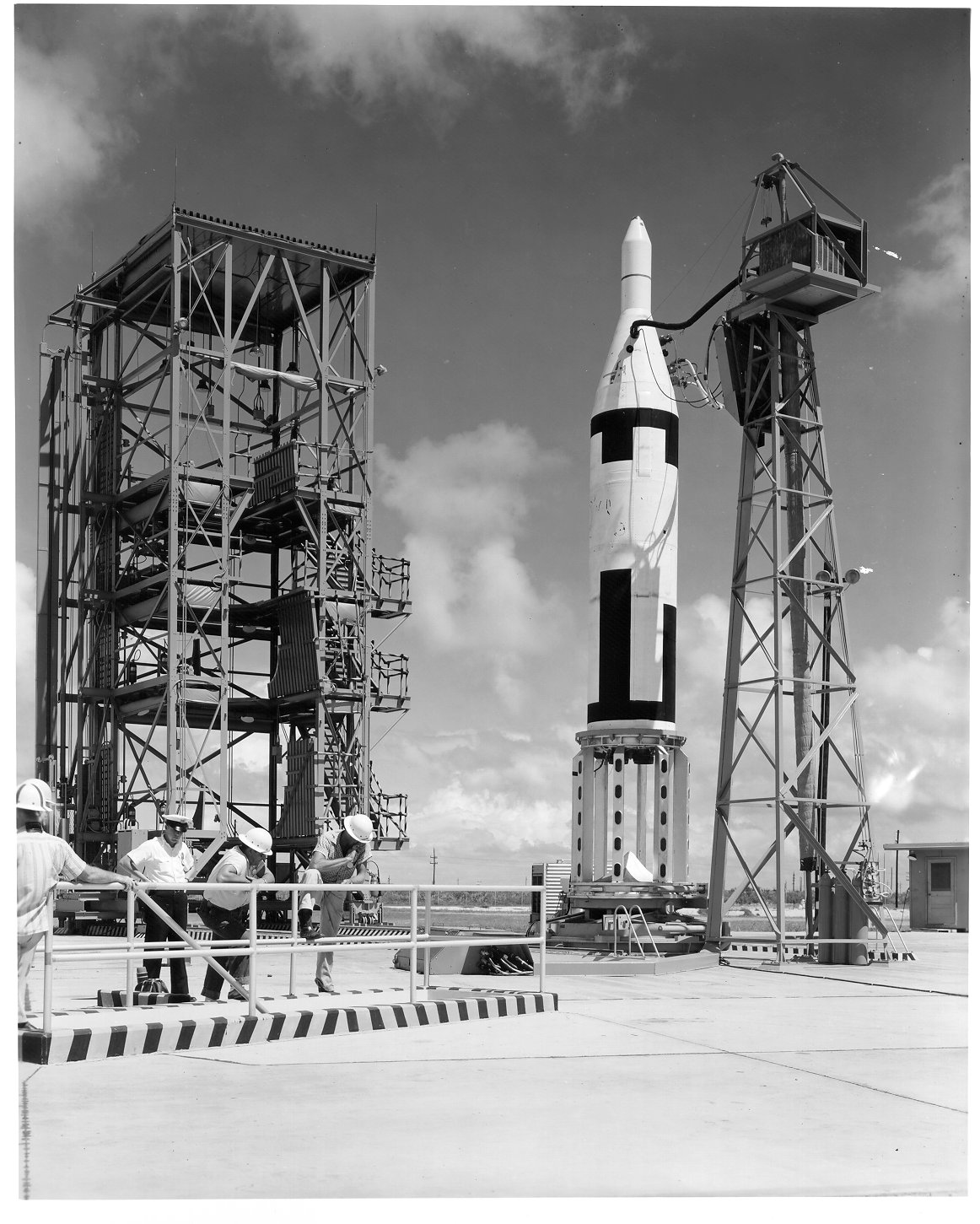
Polaris A-1 na testowym stanowisku startowym na lądzie

Planiści US Navy przygotowywali miejsca dyslokacji okrętów SSBN na obszarze Atlantyku i Pacyfiku, gdzie były mniej wrażliwe na zwalczanie przez radzieckie systemy przeciwpodwodne. Administracja prezydenta Kennedy’ego zdecydowała jednak wysłać trzy okręty Polaris na Morze Śródziemne, w zastępstwie wycofywanych z Turcji w związku z zakończeniem kryzysu kubańskiego pocisków IRBM Jupiter. W celu ujawnienia Związkowi Radzieckiemu obecności Polaris na tym akwenie, pierwszy okręt SSBN, który wszedł na Morze Śródziemne – „Sam Houston” (SSBN-609) – 14 kwietnia 1963 roku wpłynął do tureckiego portu w Izmirze. Wejście „San Houston” do Izmiru, było pierwszą wizytą okrętu Polaris w zagranicznym porcie, poza Holy Loch Refit Site One w Holy Loch w Szkocji, będącym od marca 1961 r. wysuniętą bazą tych okrętów. Pierwszym amerykańskim okrętem SSBN, który rozpoczął patrol w ramach strategicznego odstraszania na Pacyfiku, był „Daniel Boone” (SSBN-629), który opuścił bazę Guam 25 grudnia 1964 r., mając w swych wyrzutniach 16 pocisków Polaris A-3.
Początkowo US Navy zaproponowała ostateczną liczbę ok. 40 okrętów Polaris. Jednak niektórzy urzędnicy Pentagonu – w tym sekretarz obrony Donald Quarles – żądali tak wielu tego typu jednostek, jak to tylko możliwe, przewidując bardzo silne wsparcie Kongresu dla budowy nawet stu tego rodzaju okrętów. Admirał Arleigh Burke stwierdził jednak, że opracowując wymagania dla budowy 39 do 42 okrętów (po 16 pocisków każdy), opierał się na aktualnej liczbie celów dla uderzeń jądrowych na terytorium ZSRR, którą podwojono dla uzyskania nadwyżki oraz pewności, dodano 10 procent na straty pocisków w wyniku działania obrony antybalistycznej ZSRR oraz zwiększono o kolejne 20 procent w przewidywaniu wadliwego działania części pocisków. Całość niezbędnych sił okrętów Polaris została ustalona przy założeniu, że w każdej chwili patrol bojowy odbywa 2/3 stanu tych okrętów, przy użyciu dwóch załóg. W konsekwencji US Navy i Departament Obrony zaplanował 45 okrętów SSBN, z czego przynajmniej 29 miało być w każdym czasie w trakcie patrolu i mogło zniszczyć 232 radzieckie cele. Jednakże we wrześniu 1961 r. ówczesny sekretarz obrony Robert McNamara zarekomendował prezydentowi Kennedy’emu ostateczną liczbę 41 okrętów Polaris, przenoszących 656 pocisków. Spowodowało to ustalenie planu 41 okrętów podwodnych znanego między innymi pod nazwą 41 for Freedom. W związku z takim rozwojem sytuacji do 1967 roku US Navy otrzymała 41 zorganizowanych w cztery eskadry okrętów podwodnych Polaris, przenoszących w sumie 656 pocisków SLBM. Dodatkowo brytyjska Royal Navy wybudowała cztery okręty dla pocisków Polaris, zaopatrzone w amerykańskie pociski Polaris A-3 z brytyjskimi głowicami jądrowymi. W latach 1960–1967 amerykańskie stocznie produkowały niemal 9½ atomowego okrętu podwodnego rocznie. Wskaźnik ten nigdy więcej nie został już w USA powtórzony, choć został przekroczony przez stocznie ZSRR w latach 70. XX wieku.
W przeciwieństwie do dwóch lub trzech pocisków balistycznych przenoszonych przez radzieckie okręty balistyczne pierwszej generacji, amerykańskie okręty Polaris przenosiły 16 pocisków SLBM. Dodatkowo amerykańskie pociski mogły być wystrzeliwane z w pełni zanurzonych okrętów, miały też lepszą celność. Wraz z rozwojem pocisków Stany Zjednoczone silnie rozwijały systemy kontroli ognia i nawigacji dla okrętów podwodnych, co nabrało krytycznego znaczenia w przyszłości, w związku z rozwojem pocisków o bardzo dużym zasięgu (międzykontynentalnym). Niezależnie od prymitywizmu technologicznego – z dzisiejszego punktu widzenia – satelitarnego systemu nawigacyjnego okrętów Polaris „Ships Inertial Navigation System” (SINS), w owym czasie system ten był nadzwyczajnym osiągnięciem. Zapewniał dokładną nawigację opartą na ruchu okrętu z użyciem zewnętrznych źródeł nawigacyjnych, z jedynie okresową aktualizacją. Innym znaczącym osiągnięciem było opracowanie systemu podtrzymywania życia na pokładzie okrętu podwodnego przez okres patrolu, poprzez opracowanie sposobu uzyskiwania na pokładzie zanurzonego okrętu tlenu i wody pitnej. Ogólnie w czasach ich konstrukcji, obok „Triton” (SSRN-586), okręty Polaris były największymi, najbardziej kompleksowymi i – z punktu widzenia przenoszonego ładunku bojowego – najpotężniejszymi okrętami podwodnymi, jakie kiedykolwiek do tamtej pory skonstruowano.
Czas przygotowania pocisków do startu wynosił 15 minut od momentu odbioru rozkazu odpalenia. Pociski mogły być odpalane w interwale około jednej minuty, zaś zanurzony okręt podwodny mógł przy strzale poruszać się z maksymalną prędkością 1 węzła. Liczona od kilu okrętu głębokość zanurzenia przy strzale wynosiła ok. 125 stóp (38,1 m). W czasach programu Polaris Marynarka Wojenna Stanów Zjednoczonych rozważała także możliwość odpalania pocisków Jupiter i Polaris z okrętów nawodnych i pozornych komercyjnych statków handlowych, w tym z mieszaną międzynarodową załoga krajów członkowskich NATO, jednakże koncepcja ta nie rozwinęła się szerzej.

#### Rozwój pocisków Polaris

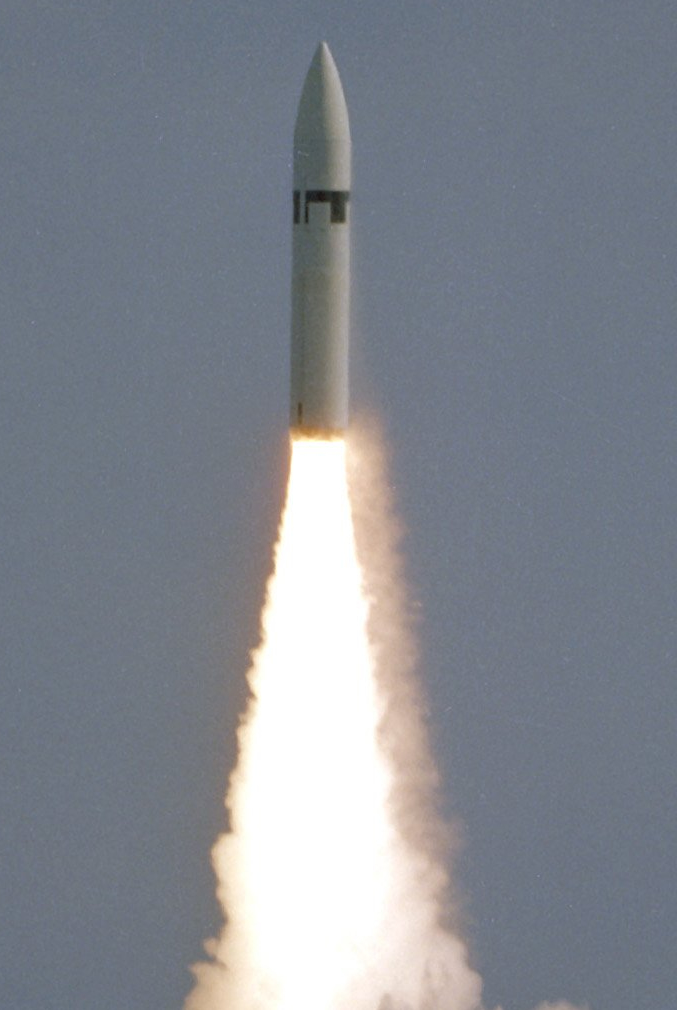
UGM-27C Polaris A-3

Pociski UGM-27A Polaris A-1 o zasięgu 1200 mil morskich zostały pomyślane jako tymczasowa broń początku programu pocisków na paliwo stałe, których nowsza wersja o większym zasięgu znajdowała się w stadium konstrukcyjnym, kiedy wyposażony w nie USS „George Washington” udał się na pierwszy patrol. UGM-27B Polaris A-2 o zasięgu 1500 Mm po raz pierwszy wyszły na patrol w czerwcu 1962 roku na pokładzie USS „Ethan Allen”. Miesiąc wcześniej, 6 maja 1962 roku, operujący 2000 km od Wysp Hawajskich „Ethan Allen” przeprowadził w ramach operacji Frigate Bird pierwszy i jedyny do tej pory pełny amerykański test systemu balistycznego, od odpalenia do atmosferycznej eksplozji jądrowej. Użyty w tym teście pocisk Polaris A-2 przeniósł głowicę W47 o mocy 1,2 Mt na odległość 1760 km, która eksplodowała 840 km na północny wschód od Wyspy Bożego Narodzenia. Kolejna wersja pocisku – UGM-27C Polaris A-3 została po raz pierwszy rozmieszczona we wrześniu 1964 roku na pokładzie USS „Daniel Webster” (SSBN-626). Wszystkie trzy wersje Polaris miały tę samą średnicę 1,37 m, co umożliwiało wymiany pocisków poprzez normalny załadunek, niemniej jednak wszystkie 41 okrętów Polaris otrzymało ostatecznie pociski A-3.
Podczas gdy pociski A-1 i A-2 przenosiły pojedynczą głowicę RV (Re-entry Vehicle) W47, pociski A-3 wyposażone były w trzy głowice MRV (Multiple Re-entry Vehicle) wystrzeliwane do jednego celu. Wszystkie trzy głowice W58 miały moc 200 kiloton, zaś łączna waga kompletu MRV wynosiła ok. 500 kg. Wprowadzenie do pocisku A-3 głowic MRV miało na celu skompensowanie ograniczonej celności pocisków balistycznych na tym etapie ich rozwoju. Czwarty z kolei rozmieszczony pocisk w wariancie C-3 otrzymał nazwę UGM-73 Poseidon C-3. Poseidon był znacznie większym pociskiem o średnicy 1,88 m jednakże miał ten sam zasięg co pociski A-3 – 2500 Mm. Pocisk ten miał jednak znacząca przewagę nad pociskami Polaris – z powodu rozbudowy radzieckiego systemu obrony antybalistycznej po raz pierwszy na świecie wprowadzał głowice MIRV (Multiple Independently Targetable Reentry Vehicle). Pocisk ten przenosił dziesięć do czternastu głowic MIRV W68 o mocy 50 kiloton, z których każda mogła być niezależnie wycelowana na odrębne cele na danym obszarze. Ten nowoczesny ówcześnie pocisk był rezultatem zapoczątkowanych w marcu 1964 roku przez sekretarza Marynarki Paula Nitze prac w ramach projektu Great Circle Study, polegającego na rygorystycznych analizach amerykańskiego potencjału ofensywnego i obronnego, wraz z późniejszymi studiami zainicjowanymi przez sekretarza obrony McNamarę. W tym samym czasie marynarka zaproponowała jako następcę A-3 – Polaris B-3. Pocisk ten o średnicy 1,88 m mógł przenosić sześć głowic o mocy 170 kiloton oraz penetration aids, na tę samą odległość co A-3. Wkrótce jednak Harold Brown, Director of Defense Research and Engineering (dyrektor badań naukowych i konstrukcyjnych), zaproponował marynarce wykorzystanie ostatnich osiągnięć w zakresie najnowocześniejszych technologii rakietowych. Propozycja ta przerodziła się w konstrukcję UGM-73 Poseidon C-3 o zwiększonym udźwigu, zasięgu i zdolności do jednoczesnego atakowania kilku celów. Pierwsze 16 pocisków Poseidon C-3 wyszło na patrol w marcu 1971 roku na pokładzie „James Madison” (SSBN-627).

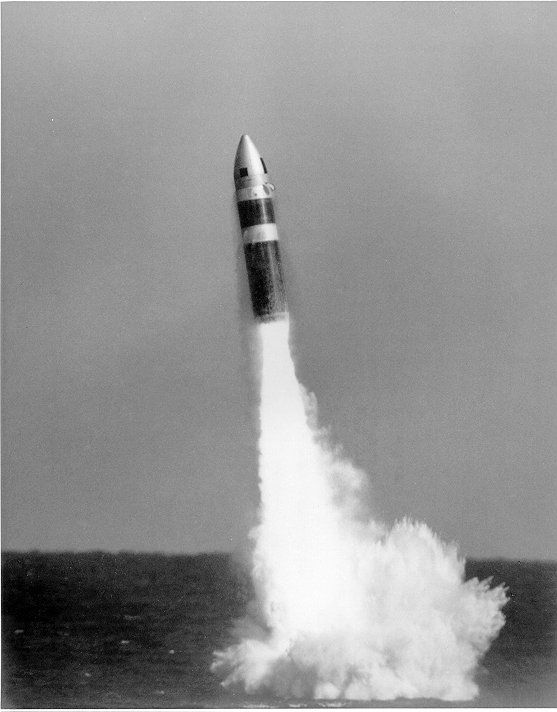
UGM-73 Poseidon C-3

Umieszczenie nowych, większych pocisków na pokładach okrętów Polaris wymagało odpowiedniego przystosowania tych okrętów, w rzeczywistości jednak zakres zmian z tym związanych okazał się relatywnie niewielki i wszystkie 31 okrętów typu Lafayette zostało przystosowanych do przenoszenia tych pocisków. Ostateczna wersja systemu Polaris/Poseidon nosiła nazwę EXPO (Extended-range Poseidon) i weszła w stadium zaawansowanego rozwoju we wczesnych latach 70. ubiegłego stulecia. Podstawą tego procesu stały się wkrótce pociski UGM-93A Trident I C-4, przenoszone przez dwanaście przystosowanych do nich okrętów typu Lafayette. Pociski C-4 o średnicy 1,88 m, miały teoretyczny zasięg 4000 mil morskich (7400 km) i przenosiły 6 głowic MIRV W76 o mocy 100 kiloton każda.
Procesy dostosowania okrętów programu 41 jednostek do poszczególnych pocisków dowiodły ich dużej elastyczności, co stanowi jedno z najbardziej znaczących osiągnięć konstrukcyjnych. W latach 1967–1980 w służbie pozostawało 41 okrętów (łącznie z przechodzącymi przeglądy i modernizacje). Ostatni patrol okrętu Polaris został zakończony w 1994 roku, co zwieńczyło ważny okres w historii okrętów podwodnych przenoszących pociski balistyczne. W miarę wycofywania tych okrętów ze służby podejmowano wysiłki, aby przystosować je do innych zadań, zwłaszcza do zadań okrętów myśliwskich (SSN), co jednakże nie zakończyło się powodzeniem z uwagi na słabe uzbrojenie, ograniczenia sonaru, małą prędkość oraz wysoki poziom generowanych przez te jednostki szumów. Jednym z pomysłów wykorzystania okrętów, wycofywanych ze służby w ramach amerykańskiej triady nuklearnej, była propozycja użycia ich jako wysuniętych platform śledzenia radarowego systemu obrony antybalistycznej (ABM). W późnych latach 60. projektowano wykorzystanie tych okrętów do wsparcia antybalistycznych systemów Sentinel/Safeguard, kilka wczesnych okrętów Polaris zostało w związku z tym przebudowanych przez zainstalowanie w ich powiększonych kioskach dużego radaru. Idea wykorzystania takich okrętów polegała na rozmieszczeniu ich w razie kryzysu pod arktycznym pakiem lodowym w celu zapewnienia wczesnego ostrzegania oraz śledzenia radzieckich lub chińskich pocisków balistycznych. Rozważane było także wykorzystanie zmodyfikowanych okrętów Polaris jako nosicieli pocisków antybalistycznych, zbudowanych z wykorzystaniem pierwszego stopnia napędowego wycofanych z użytku pocisków Polaris. Obydwie te koncepcje zostały porzucone wraz z anulowaniem najpierw programu Sentinel, a następnie Safeguard. Większym natomiast powodzeniem zakończyło się wykorzystanie tych jednostek do transportu sił specjalnych (SEAL). Każdy z czterech zmodyfikowanych w ten sposób okrętów mógł transportować 65 żołnierzy, ich sprzęt i zaopatrzenie oraz gumową łódź. Ostatecznie ostatni okręt programu „41 for freedom” – „Kamehameha”, został całkowicie wycofany z linii w 2002 roku, kiedy to ukończył służbę jako okręt transportowy.
|                              | Typ                  | Typ                | Typ                 |
| George Washington SSBN 598   | Ethan Allen SSBN 608 | Lafayette SSBN 616 |                     |
| ---------------------------- | -------------------- | ------------------ | ------------------- |
| Wejście do służby            | 1960                 | 1961               | 1963                |
| Wyporność                    |                      |                    |                     |
| nawodna                      | 5900 t               | 6900 t             | 7250 t              |
| podwodna                     | 6700 t               | 7900 t             | 8250 t              |
| Długość                      | 116,36 m             | 125,13 m           | 129,57 m            |
| Szerokość                    | 10,06 m              | 10,06 m            | 10,06 m             |
| Zanurzenie                   | 8,13 m               | 8,36 m             | 8,46 m              |
| Reaktory                     | 1 S5W                | 1 S5W              | 1 S5W               |
| Turbiny                      | 2                    | 2                  | 2                   |
| moc                          | 15 000 KM            | 15 000 KM          | 15 000 KM           |
| wały napędu                  | 1                    | 1                  | 1                   |
| Prędkość                     |                      |                    |                     |
| nawodna                      | 16,5 w               | 16,0 w             | 16,0 w              |
| podwodna                     | 22,0 w               | 21,0 w             | 21,0 w              |
| Głębokość testowa zanurzenia | 215 m                | 400 m              | 400 m               |
| Pociski                      | 16 Polaris           | 16 Polaris         | 16 Polaris/Poseidon |
| Wyrzutnie torpedowe          |                      |                    |                     |
| dziób                        | 6 × 533 mm           | 4 × 533 mm         | 4 × 533 mm          |
| rufa                         | –                    | –                  | –                   |

| Polaris A-1       | Polaris A-2                | Polaris A-3                | Poseidon C-3               |                              |
| ----------------- | -------------------------- | -------------------------- | -------------------------- | ---------------------------- |
| Wejście do służby | 1960                       | 1962                       | 1964                       | 1971                         |
| Masa              | 12 700 kg                  | 14 740 kg                  | 16 195 kg                  | 29 050 kg                    |
| Długość           | 8,53 m                     | 9,45 m                     | 9,75 m                     | 10,37 m                      |
| Średnica          | 1,37 m                     | 1,37 m                     | 1,37 m                     | 1,88 m                       |
| Napęd             | dwustopniowy, paliwo stałe | dwustopniowy, paliwo stałe | dwustopniowy, paliwo stałe | dwustopniowy, paliwo stałe   |
| Zasięg            | 2225 km                    | 2775 km                    | 4635 km                    | 4635 km                      |
| Naprowadzanie     | inercyjne                  | inercyjne                  | inercyjne                  | inercyjne                    |
| Głowica           | 1 RV W47 Y1 600 Kt         | 1 RV W47 Y2 1,2 Mt         | 3 x MRV W58 3 × 200 Kt     | 10–14 MIRV W68 10-14 × 50 Kt |

## Systemy drugiej generacji
20 lutego 1959 r. Związek Radziecki jako pierwszy na świecie rozmieścił rakietowe pociski balistyczne na pokładach okrętów podwodnych. Amerykańskie okręty uzbrojone w pociski tego rodzaju, które wyszły na patrol dopiero rok później, przewyższały jednak okręty radzieckie pod każdym względem. W związku z ograniczonymi w tym czasie radzieckimi możliwościami zwalczania okrętów podwodnych, okręty Polaris SSBN stanowiły niemalże całkowicie niewrażliwą i niezagrożoną przez przeciwnika część amerykańskiej triady nuklearnej. Kiedy w 1967 roku ukończono ostatni okręt Polaris, 41 amerykańskich SSBN przenosiło 656 pocisków balistycznych. W tym samym czasie Związek Radziecki miał osiem okrętów o napędzie nuklearnym oraz 29 z napędem dieslowsko-elektrycznym, przenoszących w sumie 104 pociski. W odróżnieniu od systemów radzieckich wszystkie okręty amerykańskie korzystały z napędu jądrowego; amerykańskie pociski Polaris miały większy zasięg, były celniejsze oraz przystosowane do wystrzeliwania spod wody. Zaprezentowany w 1971 roku Poseidon był pierwszym na świecie wprowadzonym do służby pociskiem przenoszącym niezależnie wcelowywane na różne cele głowice MIRV.

### ZSRR
Radzieckie programy morskich systemów drugiej generacji miały na celu zniwelowanie amerykańskiej przewagi jakościowej w systemach pierwszej generacji. Konstrukcję radzieckich okrętów tej generacji rozpoczęto w 1950 roku w biurze CKB-18. Dziewięć lat później, w związku z utworzeniem Strategicznych Sił Rakietowych, prace przerwano, aby następnie wznowić je po zakończeniu kryzysu kubańskiego.

#### Yankee
Początkowo opracowywano konstrukcję okrętów projektu 667 mającego przenosić osiem pocisków R-21 (SS-N-5), jednakże wobec wystąpienia dużych trudności konstrukcyjnych niezbędne okazało się wprowadzanie tak znacznych zmian projektu, że w ich rezultacie powstała konstrukcja niemal całkowicie innego typu, określana mianem projektu 667A (typ Nawaga, kod NATO: Yankee).

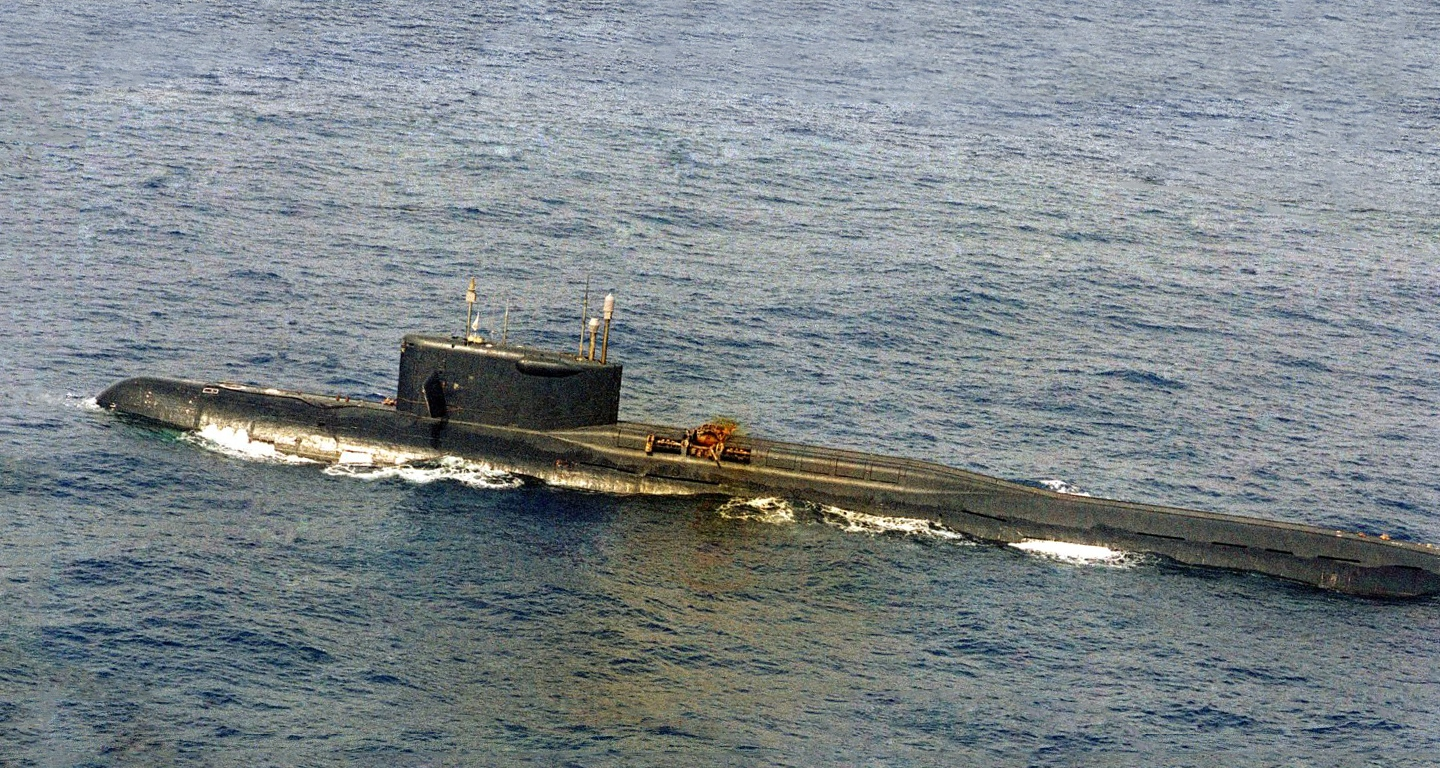
Okręt projektu 667A

Stopień komplikacji konstrukcji projektu 667 spowodowanej koniecznością końcowego montażu pocisków dopiero na pokładzie okrętów oraz ideą obrotowej wyrzutni, spowodował, iż projekt ten nie doczekał się realizacji. Tymczasem dobiegały końca prace nad nowymi mniejszymi pociskami RT-15M na paliwo stałe, będącymi morską wersją pocisku lądowego, który wszedł do testów na pokładzie okrętu projektu 613D7 (NATO: Whiskey; S-229), a następnie odbył 20 startów testowych z pokładu okrętu projektu 629B. Biuro SKB-385 – jak się wydaje – nie było jednak w znaczący sposób zainteresowane rozwojem ciężkiego pocisku na paliwo stałe lub też nie było w tym czasie w stanie opracować pocisku odpowiadającego amerykańskim pociskom Polaris. Ponadto program rozwojowy tego pocisku znacznie przekroczył założone ramy czasowe. W rezultacie cały program pocisku R-15M został w 1964 r. anulowany. SKB-385 zaproponował za to wprowadzenie do służby mniejszych i trzykrotnie lżejszych od nich jednostopniowych pocisków R-27 na paliwo ciekłe (NATO: SS-N-6 Serb), działających w systemie D-5. R-27 był jednostopniowym, odpalanym spod wody pociskiem na paliwo ciekłe o zasięgu 2500 km. Pierwsze testy R-27 miały miejsce w latach 1963–1967 z pokładu wyposażonego w dwie wyrzutnie okrętu projektu 613D5, a następne z pokładu zmodyfikowanego okrętu projektu 629B (NATO: Golf SSB) przekonstruowanego do projektu 605 z czterema wyrzutniami.
We wczesnych latach 60. XX wieku rozważana była możliwość przezbrojenia wcześniejszego projektu 658 (NATO: Hotel) w system D-5 z pociskami R-27. Dodatkowo w latach 1964–1965 CKB-16 rozpoczęło wstępne prace nad projektem 687 – ultraszybkim okrętem o konstrukcji opartej na projekcie 705 (NATO: Alfa), z wypornością podwodną 4200 t, wyposażonym w system D-5 z pociskami R-27 lub R-27K – przeciwokrętowym wariancie R-27. W tym samym czasie SKB-143 rozpoczęło prace nad okrętami projektu 679 opartymi na konstrukcji projektu 671, także uzbrojonymi w system rakietowy D-5. Schemat prac konstrukcyjnych w tym zakresie był zbliżony do prac nad amerykańską konwersją okrętów typu Skipjack do konfiguracji Polaris. Prace zostały jednakże przerwane przed osiągnięciem jakichkolwiek rezultatów. Bazując za to na dobrze zapowiadającym się systemie D-5/R27, CKB-18 skierowało swój wysiłek na konstrukcję projektu 667A, którego szefem projektu został Siergiej Kowaljew, będący ostatecznym szefem programu projektu 658. Okręty projektu 667A zostały skierowane do produkcji w Siewierodwińsku oraz w Komsomolsku nad Amurem. Podobnie do amerykańskich okrętów Polaris, okręty projektu 667A wyposażone zostały w 16 pionowych wyrzutni, umieszczonych w dwóch rzędach tuż za kioskiem. Mimo że zasadniczo były porównywalne z okrętami typu George Washington, okręty te dysponowały jednakże większą od amerykańskich jednostek głębokością zanurzenia, krótszym czasem pomiędzy odpaleniem poszczególnych pocisków a także większą prędkością maksymalną. 667A mogły odpalać pociski z głębokości 50 metrów – dwukrotnie większej, niż jednostki typów Polaris. Okręty te mogły też wystrzeliwać pociski spod wody, poruszając się z prędkością od trzech do sześciu węzłów, podczas gdy jednostki amerykańskie musiały tego dokonywać przy mniejszej prędkości, optymalnie zaś pozostawać nieruchomo. Zgodnie jednak z opiniami nawet radzieckich konstruktorów, okręty radzieckie były znacząco głośniejsze od jednostek amerykańskich. Czas przygotowania przedstartowego wynosił około 10 minut, czas strzału jednej salwy czterech pocisków wynosił 24 sekundy, jednakże niezbędne były pauzy pomiędzy poszczególnymi salwami, stąd czas pomiędzy wystrzeleniem pierwszej salwy oraz ostatniej (przy 16 przenoszonych pociskach) wynosił 27 minut. Przedstawiciele radzieckiej marynarki oraz przemysłu szczerze przyznawali, iż mimo wszystko – przez znacznie większy poziom hałasu okrętów radzieckich – ustępowały one jednostkom amerykańskim. Podobnie gorsze opinie w porównaniu do swoich amerykańskich odpowiedników notowały radzieckie pociski – zwłaszcza wobec Polaris A-3. Jak stwierdził Siergiej Kowaljew, radzieckie biura konstrukcyjne miały kłopoty z opanowaniem skomplikowanej natury rozchodzenia się dźwięku pod wodą. Biura konstrukcyjne podejmowały wszelkie działania w celu wyciszenia projektowanej jednostki, tymczasem po zwodowaniu okrętu, podczas prób, okazywało się, że wszystkie elementy razem nie działały cicho – okręt okazywał się głośny.
Pierwszy okręt projektu 667A – K-137 Leniniec – zwodowany został 28 sierpnia 1966 roku, a wcielony do służby 5 listopada 1967. Do 1972 roku zbudowano 34 jednostki tego typu – 24 w stoczni w Siewierodwińsku oraz 10 w Komsomolsku, przy czym tempo budowy przekroczyło tempo powstawania amerykańskich okrętów Polaris (średnio 6,8 okrętu na rok, przy 5,5 w stoczniach amerykańskich). Dodatkowo, podczas gdy amerykański program zakończył się po wybudowaniu 41 jednostek, sowiecki program budowy okrętów SSBN był w dalszym ciągu kontynuowany.

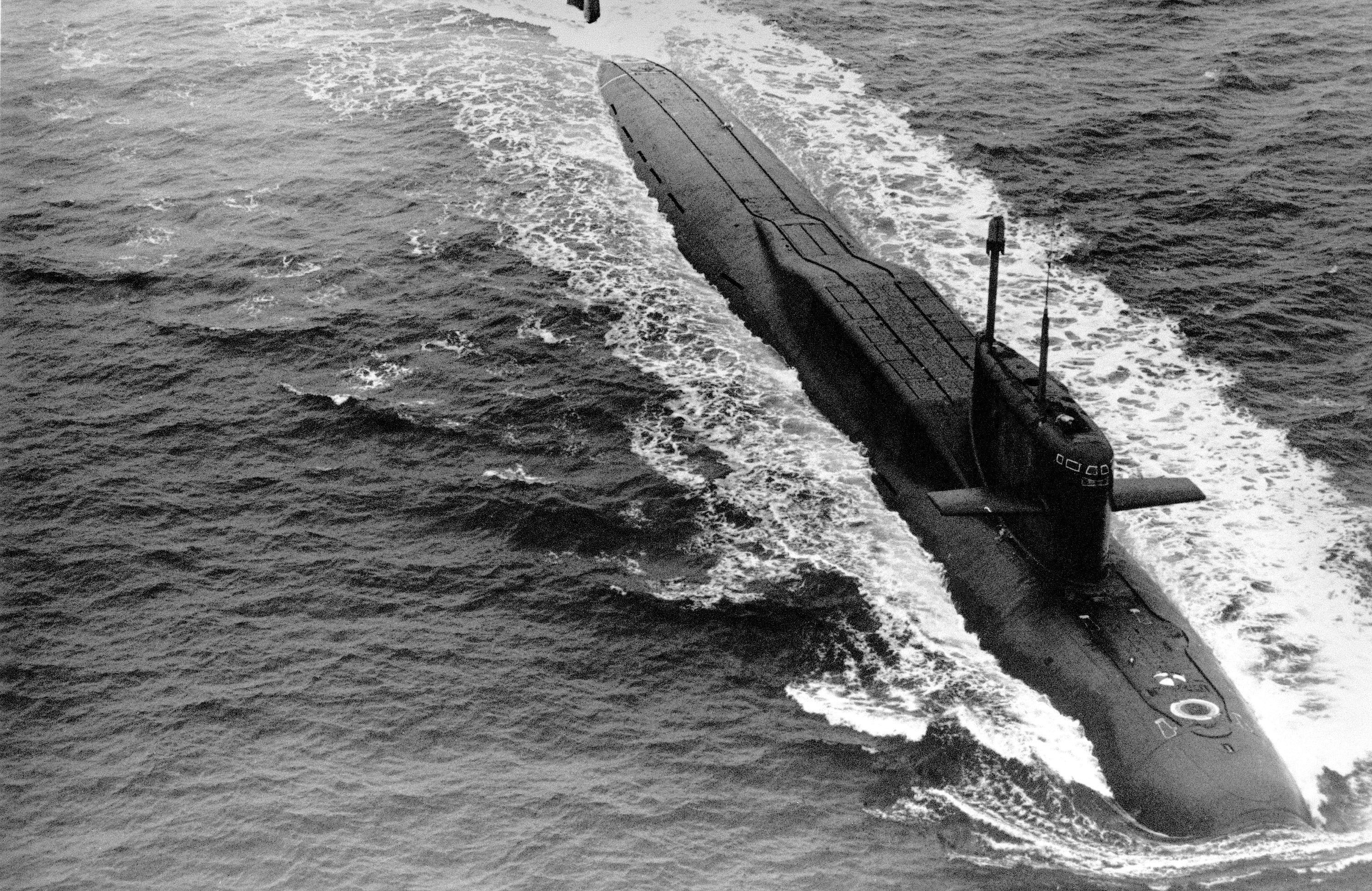
Okręt projektu 667AM K-140

Pierwszy okręt 667A (Yankee) wyszedł na patrol atlantycki w czerwcu 1969 roku. Szesnaście miesięcy później, w październiku 1970 roku, okręty SSBN tego typu rozpoczęły patrole na Pacyfiku, przy czym okręty te operowały na akwenach, z których wybrzeże Stanów Zjednoczonych znajdowało się w zasięgu ich pocisków. Mimo znacznie mniejszego zasięgu pocisków radzieckich, niż amerykańskich Polaris A-3, w zasięgu radzieckich okrętów znajdowały się wszystkie najważniejsze miasta na wybrzeżu USA. Od 1971 roku dwa okręty 667A regularnie, a okazjonalnie do czterech, znajdowały się na Atlantyku, w granicach zasięgu pocisków do USA, zaś na obszarze Pacyfiku co najmniej jeden okręt zawsze miał Stany Zjednoczone w zasięgu. Podczas budowy tych okrętów istniejące już jednostki podlegały ulepszeniom: w 1983 roku otrzymały system rakietowy D-5U z pociskami R-27U. Dzięki tym pociskom zwiększeniu do 3000 km uległ zasięg możliwego do wykonania ataku, za pomocą jednej głowicy lub – w późniejszym okresie – za pomocą trzech (ten sam cel) głowic MRV, podobnych do przenoszonych przez Polaris A-3. W tym czasie wszystkie 34 znajdujące się w służbie okręty otrzymały nowy system rakietowy D-5U i zaawansowane systemy nawigacyjne. Skutkiem ulepszeń okręty te otrzymały nowe oznaczenie projekt 667AU.
W latach 1973–1976 wcześniejszy okręt projektu 667A – K-140 został w Siewierodwińsku zmodernizowany przez zamianę systemu rakietowego na D-11. Tworzące ten system pociski R-31 (NATO: SS-N-17 Snipe), o zasięgu 3900 km, były pierwszymi radzieckimi pociskami SLBM na paliwo stałe i jako takie miały zademonstrować radziecką zdolność do wprowadzenia do służby pocisków SLBM na tego rodzaju paliwo. Zmodyfikowany i przemianowany na 667AM K-140 mieścił dwanaście pocisków balistycznych w miejsce standardowych szesnastu. W latach 1969–1973 biuro CKB-16 rozpoczęło program konstrukcji okrętów projektu 999, mogących przenosić 16 pocisków R-31. Program ten zakończył się niepowodzeniem i K-140 pozostał jedynym okrętem projektu 667AM – jedynego uzbrojonego w pociski na paliwo stałe, aż do roku 1984, kiedy wprowadzono do służby pociski R-39 (NATO: SS-N-20 Sturgeon).
W latach 70. i wczesnych 80. XX wieku na Zachodzie dyskutowano nad faktem patroli okrętów typu Yankee u wybrzeży USA, które jakoby mogły odpalać pociski o spłaszczonej trajektorii i zredukowanym czasie lotu. Mogło to rodzić zwiększoną podatność amerykańskich baz, centrów dowodzenia i innych ważnych celów. Obawy te próbowała rozwiewać Centralna Agencja Wywiadowcza (CIA), argumentując, iż jest bardzo nieprawdopodobne, aby ZSRR mógł dopracować się takiej technologii, podpierając swe twierdzenie m.in. tym, iż nie zaobserwowano żadnych testów pocisków balistycznych o takich parametrach trajektorii i lotu.
Problemy techniczne
Napęd na paliwo ciekłe radzieckich pocisków tego czasu rodził wiele problemów na pokładach przenoszących je okrętów podwodnych. W 1970 r. na pokładzie K-219 nastąpił wyciek, pożar, a w konsekwencji eksplozja na morzu. Okręt ocalał i udało się doprowadzić go do portu, gdzie został poddany remontowi. Wkrótce jednak (3 października 1986 r.) na pokładzie tego samego okrętu z piętnastoma pociskami pod pokładem, w trakcie rejsu w odległości około 600 mil morskich (1100 km) od wysp bermudzkich, nastąpił kolejny wypadek z paliwem rakietowym. Okrętowi udało się wynurzyć, nie udało się jednak opanować pożaru okrętu. Radziecki statek handlowy próbował wprawdzie holować jednostkę, jednakże braki w wyszkoleniu załogi spowodowały, iż 6 października 1986 r. okręt zatonął, a wraz z nim czterech członków załogi.

#### Delta
W 1963 roku ZSRR rozpoczął prace nad zaawansowanym systemem rakietowym D-9, z napędzanym paliwem ciekłym pociskiem R-29 (NATO: SS-N-8 Sawfly). W tym samym roku CKB-16 pod kierunkiem A.S. Smornowa i N.F. Szulczenki opracowało wstępne założenia dla propozycji okrętów projektu 701 o wyporności nawodnej ok. 5000 t, z sześcioma pociskami R-29. W rezultacie tych prac w 1964 roku Radziecka Marynarka Wojenna zdecydowała przedłużyć i przezbroić okręt K-145 projektu 658/Hotel SSBN w 6 pocisków R-29, uzyskując w ten sposób okręt projektu 701/Hotel III. Następnym przedłużonym i przezbrojonym okrętem został K-118 projektu 629/Golf SSB, oznaczony w ten sposób jako projekt 601/Golf III. Konwersje zostały dokonanie w Siewierodwińsku, prawdopodobnie także z udziałem stoczni Zwiezdoczka.
Prace nad całkowicie nową konstrukcją przenoszącą R-29 zostały odrzucone przez marynarkę, w związku z czym w roku 1965 biuro CKB-18 pod kierunkiem Siergieja Kowaljewa podjęło prace nad projektem 667B (typ Murena, NATO: Delta I). 667B był projektem powiększonego w celu przenoszenia R-29, okrętu projektu 667A. Pomimo że nowe okręty przenosić miały jedynie 12 pocisków (wobec 16 na okrętach 667A), początkowy zasięg R-29 (4200 Mm – 7,850 km) miał umożliwić marynarce zmianę strategii oraz sposobu prowadzenia operacji. Kiedy okręty Delta I weszły do produkcji w stoczniach w Siewierodwińsku oraz Komsomolsku, Stany Zjednoczone oraz ZSRR podpisały pierwsze w świecie porozumienie dotyczące broni jądrowej – SALT I. W roku 1974 radziecki program budowy okrętów SSBN przekroczył liczbę 41 „nowoczesnych” okrętów wybudowanych przez Stany Zjednoczone, w następnym roku liczba przenoszonych przez radzieckie okręty pocisków przewyższyła liczbę przenoszonych pocisków przez okręty US Navy. Dodatkowo aż do roku 1974 pozostawało siedem jednostek SSBN projektu 658M/Hotel II, jeden okręt SSBN projektu 701/Hotel III, dziewięć jednostek SSB projektu 629/Golf I oraz 13 okrętów SSB projektu 629A/Golf II. Siły radzieckie miały więc przewagę ilościową, częściowo rekompensowaną amerykańską przewagą jakościową, a zwłaszcza technologiczną, w tym amerykańskimi pociskami Poseidon C-3 przenoszącymi 14 głowic niezależnie wycelowywanych na różne cele (MIRV) i znacznie celniejszych niż współczesne im głowice sowieckie. Większe natomiast głowice radzieckie powodowały większą siłę eksplozji, niż ich amerykańskie odpowiedniki początku lat 70. Trzeba przy tym uwzględnić, że okręty starszego projektu 629/Golf I zostały skierowane przeciwko celom regionalnym – przykładowo: dla sześciu okrętów Golf I z pociskami R-13 o zasięgu 600 km wyznaczonym akwenem operacyjnym było Morze Bałtyckie.
Począwszy od 1971 roku, w szybkim tempie postępowały prace nad budową okrętów projektu 667B (NATO: Delta I). W tym roku w Siewierodwińsku rozpoczęto budowę okrętu prototypowego tego projektu – K-279, który przyjęto do służby 27 grudnia 1972. Do 1977 r., zbudowano 10 okrętów w Siewierodwińsku i osiem w Komsomolsku. Okręty tego typu dysponowały wypornością ok. 9000 ton na powierzchni oraz kadłubem przedłużonym o 11 metrów w porównaniu z okrętami 667A. W większości pozostałych aspektów oba projekty były podobne. W trakcie budowy tego typu okrętów równolegle postępowała budowa czterech okrętów typu 667BD (typ Murena-M, NATO: Delta II). Okręty te były nieco większe od 667B z uwagi na zamiar zmieszczenia szesnastu pocisków R-29D (NATO: SS-N-8 Mod 2), co było powodem rozpoczęcia ich programu. Dodatkowe cztery pociski mogły być odpalane w drugiej salwie, po pierwszych dwunastu pociskach. W ramach procesu konstrukcji tych jednostek przedłużono w sumie o 16 metrów czwartą i piątą sekcję, co pozwoliło na zmieszczenie w kadłubie czterech dodatkowych wyrzutni. Zmiany te spowodowały wzrost wyporności o 1500 ton oraz spadek o jeden węzeł maksymalnej prędkości. Stały się zbyt duże dla budowy w znajdującym się ok. 450 km w głębi lądu Komsomolsku. W trakcie konstrukcji tych okrętów wprowadzono kilka ulepszeń zmierzających do redukcji wywarzanych przez nie szumów. Mechanizmy turbiny parowej zostały zamontowane na fundamencie dwustopniowej „poduszki”. Zastosowano także nową izolację wibracji oraz nowe powłoki absorbujące dźwięk. System absorbujący wibracje został wprowadzony w celu odizolowania rur i innych urządzeń hydraulicznych od kadłuba okrętów. Pierwszy z nich – K-182 i trzy siostrzane jednostki, zostały ukończone w 1975 roku. Budowy dalszych okrętów tego projektu nie kontynuowano z uwagi na zamiar wprowadzenia do służby większych pocisków RSM-50 (R-29R, NATO: SS-N-18 Stingray).
Pierwszy okręt projektu 667B został wcielony w skład Floty Północnej w 1973 roku, w późniejszym czasie wcielono okręty tego projektu także w skład Floty Oceanu Spokojnego. Rejonami operacyjnymi tych jednostek było Morze Barentsa oraz wody w pobliżu Grenlandii. Patrole pacyficzne tych okrętów rozpoczęły się w 1976, jednak w sposób regularny dopiero rok później. W roku 1991 floty Pacyfiku i Północna dysponowały dziewięcioma jednostkami 667B każda. W 1992 roku rozpoczął się okres wycofywania tych okrętów ze służby. Do roku 1996 wycofano ogółem 15 jednostek tego projektu, a następnie dalsze – zgodnie z postanowieniami traktatu START I. Cztery jednostki projektu 667BD wchodziły w skład 3 Flotylli Okrętów Podwodnych Floty Północnej – w latach 1995–1996 wszystkie zostały wycofane ze służby.
Projekt 667BDR
Specyfikacja okrętów nowego projektu, typu według nomenklatury NATO Delta III, została przedstawiona w 1972 roku. Projekt 667BDR (typ Kalmar) przeznaczony był dla systemu rakietowego D-9R z szesnastoma pociskami R-29R. W zależności od typu głowicy, w jaką wyposażone były te pociski, ich zasięg sięgał 6500 do 8000 km. R-29R były pierwszymi radzieckimi pociskami morskimi przenoszącymi głowice MIRV w liczbie trzech do siedmiu sztuk każdy. Nowy system rakietowy umożliwiał odpalenie dowolnej liczby z przenoszonych przez okręt pocisków w jednej salwie. System torpedowy oraz manewrów bojowych obsługiwany był przez system zarządzania walką Ałmaz-BDR, system nawigacyjny zaś stanowił bezwładnościowy Tobol-BD, zastąpiony później przez Tobol-M-1, a następnie przez Tobol-M-2. Dodatkowo zainstalowano sonar nawigacyjny Szmel służący do ustalania lokalizacji okrętu przy użyciu hydroakustycznego transpondera. Zastosowany na jednostkach 667BD system akustyczny Kercz, na okrętach projektu 667BDR zastąpiono systemem Rubikon.
Pierwszy okręt projektu został wcielony do służby w 1976 roku – ogółem, w latach 1975–1982, stocznia w Siewierodwińsku wybudowała czternaście jednostek tego typu. W momencie podpisania traktatu START I – w 1991 roku we Flocie Północnej służyło pięć jednostek projektu 667BDR, we Flocie Oceanu Spokojnego natomiast – dziewięć Do roku 1995, wycofano ze służby po jednej jednostce z obu flot, do dziś natomiast (2009), służbę kontynuuje pięć jednostek tego typu.
|                              | Projekt          | Projekt          | Projekt           | Projekt            |
| 667A                         | 667B             | 667BD            | 667BDR            |                    |
| ---------------------------- | ---------------- | ---------------- | ----------------- | ------------------ |
| Kod NATO                     | Yankee           | Delta I          | Delta II          | Delta III          |
| Wejście do służby            | 1967             | 1972             | 1975              | 1976               |
| Wyporność                    |                  |                  |                   |                    |
| nawodna                      | 7760 t           | 8900 t           | 10 500 t          | 10 600 t           |
| podwodna                     | 9600 t           | 11 000 t         | 13 000 t          | 13 000 t           |
| Długość                      | 128,0 m          | 139,0 m          | 154,5 m           | 155,0 m            |
| Szerokość                    | 11,7 m           | 11,7 m           | 11,7 m            | 11,7 m             |
| Zanurzenie                   | 7,9 m            | 8,4 m            | 8,6 m             | 8,7 m              |
| Reaktory                     | 2 VM-2-4         | 2 VM-4B          | 2 VM-4B           | 2 VM-4S            |
| Turbiny                      | 2                | 2                | 2                 | 2                  |
| moc                          | 52 000 KM        | 52 000 KM        | 52 000 KM         | 60000 KM           |
| wały napędu                  | 2                | 2                | 2                 | 2                  |
| Prędkość                     |                  |                  |                   |                    |
| nawodna                      | 15,0 w           | 15,0 w           | 15,0 w            | 14,0 w             |
| podwodna                     | 28,0 w           | 26,0 w           | 24,0 w            | 24,0 w             |
| Głębokość testowa zanurzenia | 450 m            | 450 m            | 450 m             | 400 m              |
| Pociski                      | 16 R-27 (SS-N-6) | 12 R-29 (SS-N-8) | 16 R-29D (SS-N-8) | 16 R-29R (SS-N-18) |
| Wyrzutnie torpedowe          |                  |                  |                   |                    |
| dziób                        | 4 × 533 mm       | 4 × 533 mm       | 4 × 533 mm        | 4 × 533 mm         |
| rufa                         | 2 × 400 mm       | 2 × 400 mm       | 2 × 400 mm        | 2 × 400 mm         |
| Torpedy                      | 12 + 8           | 12 + 6           | 12 + 6            | 12 + 6             |
| Załoga                       | 120 osób         | 120              | 135               | 130                |

| R-27          | R-29                          | R-29D                       | R-29R                       |                             |
| ------------- | ----------------------------- | --------------------------- | --------------------------- | --------------------------- |
| Kod NATO      | SS-N-6                        | SS-N-8 Sawfly               | SS-N-8 Mod 2                | SS-N-18 Stingray            |
| Masa          | 14 200 kg                     | 33 300 kg                   | 33 300 kg                   | 35 300 kg                   |
| Długość       | 9,61 m                        | 13,0 m                      | 13,0 m                      | 14,1 m                      |
| Średnica      | 1,5 m                         | 1,8 m                       | 1,8 m                       | 1,8 m                       |
| Napęd         | jednostopniowy, paliwo ciekłe | dwustopniowy, paliwo ciekłe | dwustopniowy, paliwo ciekłe | dwustopniowy, paliwo ciekłe |
| Zasięg        | 2400 km                       | 7800 km                     | 9100 km                     | 8000 km                     |
| Naprowadzanie | inercyjne                     | inercyjne                   | inercyjne                   | inercyjne                   |
| Głowica       | 1 RV 1 Mt                     | 1 RV                        | 1 × 0,5 do 1 Mt             | 1 lub 3 lub 7 MIRV          |

## Traktat SALT I
Podpisany w 1972 r. traktat SALT I ograniczył liczbę platform przenoszenia broni jądrowej, w tym liczbę jednostek operacyjnych i 26 maja 1972 znajdujących się w trakcie budowy. W jego ramach rozpoczynające w tym czasie program Trident Stany Zjednoczone zgodziły się przyjąć na siebie limit 44 okrętów podwodnych przenoszących pociski balistyczne, mających łącznie 710 SLBM, natomiast Związek Radziecki przystał na limit 62 jednostek (liczba ówcześnie na służbie i w trakcie budowy) zaopatrzonych łącznie w 950 pocisków SLBM. Ewentualne wprowadzenie do służby nowych wyrzutni (tj. na nowych okrętach) wymagało – zgodnie z porozumieniem – likwidacji odpowiedniej liczby lądowych wyrzutni ICBM lub innych wyrzutni morskich SLBM, nie później niż z dniem rozpoczęcia testów morskich nowego okrętu. Traktat ten był największą konstrukcją prawną ograniczającą liczbę okrętów wojennych od czasu traktatu londyńskiego z lat 30. XX w. Z uwagi na fakt, iż SALT I dotyczył jedynie USA i ZSRR, ten ostatni podnosił, iż nie wiąże on Wielkiej Brytanii, Francji oraz Chin – pozostałych potencjalnych wrogów tego kraju, którzy także budowali okręty SSBN.

## Systemy trzeciej generacji

### USA
Rozwój radzieckich potencjałów ofensywnego i defensywnego – zwłaszcza systemu obrony antybalistycznej (ABM) i sił zwalczania okrętów podwodnych – zachwiało amerykańskimi szansami przetrwania pierwszego uderzenia jądrowego i możliwości dokonania skutecznej odpowiedzi. Dodatkowo w poczynaniach amerykańskich dał się zauważyć brak koordynacji pomiędzy różnymi formacjami sił zbrojnych w zakresie rozwoju broni strategicznych. W celu zaradzenia tym problemom w roku 1966 sekretarz obrony Robert McNamara zarządził przeprowadzenie studiów pod kryptonimem Strat-X, których zadaniem było określenie możliwych alternatyw przeciwdziałania sowieckiemu systemowi ABM. W pracach Strat-X uczestniczyli oficerowie US Navy i USAF oraz cywilni naukowcy i inżynierowie. Prace te skupiły się na rozważeniu około 125 alternatywnych projektów rakietowych, przy czym jedynie dwa z nich oparte były na systemach morskich. W tym ostatnim zakresie rozważano zarówno przenoszenie pocisków balistycznych przez okręty nawodne, jak też przez nowy typ okrętu podwodnego – określanego w ramach tych studiów jako suboption. Alternatywa ta oparta była na nowych pociskach Poseidon przenoszonych przez 31 dotychczasowych okrętów Polaris oraz 20 do 25 okrętów nowego typu. W ostatecznych wnioskach Start-X proponowano utworzenie czterech nowych systemów rakietowych:
- nowy system ICBM w utwardzonych silosach;
- nowy mobilny system ICBM;
- okrętowy system rakietowy dalekiego zasięgu (Ship-based Long-range Missile System – SLMS);
- podwodny system rakietowy (Undersea Long-range Missile System – ULMS).

#### ULMS/Trident
Niezgodnie z żądaniem sekretarza obrony Strat-X, zamiast zaproponować najlepszy system strategiczny, zaproponował zestaw opcji lądowych i morskich. Ostatecznie jedynym możliwym w tym czasie do zastosowania rozwiązaniem okazał się system ULMS. W ramach Strat-X rozważano pocisk o długości 15,2 m i średnicy 2 metrów – znacząco większy od pocisku Poseidon. Koncepcja użycia tak dużego pocisku prowadziła do wstępnej wizji okrętu ULMS o wyporności na powierzchni 8240 t oraz długości 135 m. Dwadzieścia cztery nominalnie pociski przenoszone miały być w pozycji poziomej (a nie pionowej) na zewnątrz kadłuba sztywnego w ochronnych kanistrach. Według tych założeń pociski mogły być uwalniane z okrętu przy każdej możliwej do osiągnięcia przez okręt prędkości oraz głębokości zanurzenia. Samo odpalenie pocisku następować miało z opóźnieniem, w celu uniknięcia ujawnienia, przez śledzoną wstecz trajektorię pocisku, pozycji okrętu – co miało w wielkim stopniu zwiększyć szanse przetrwania okrętu. Okręt ULMS miał mieć napęd jądrowy, dysponując przy tym stosunkowo niewielką prędkością – nieprzekraczającą 25 węzłów. Ograniczenie prędkości spowodowane było założeniem, iż większa prędkość oznacza zwiększenie poziomu szumów okrętu, a co za tym idzie zwiększenie ryzyka wykrycia – w sytuacji, gdy wielki okręt balistyczny (SSBN) i tak oczywiście nie wyprzedzi radzieckiego okrętu myśliwskiego (SSN).
W lipcu 1968 r. Special Projects Office (SPO), które zarządzało programami Polaris i Poseidon, zostało przemianowane na Strategic Systems Project Office (SSPO), zaś na jego czele stanął kontradmirał Levering Smith, który podobnie jak poprzednio admirał Raborn – ojciec systemu Polaris, nie miał doświadczenia w zakresie okrętów podwodnych. On też podjął decyzję o rezygnacji z nowatorskiego systemu poziomego ulokowania pocisku. Z czasem jednak SSPO traciło stopniowo wpływ na program ULMS. W związku z zabiegami admirała Rickovera Dowództwo Operacji Morskich US Navy utworzyło odrębne biuro projektu ULMS, na którego czele stanął kontradmirał Harvey E. Lyon – oficer okrętów podwodnych, natomiast kierowanemu przez kadm Smitha SSPO pozostawiono kontrolę nad programem systemu rakietowego nowego okrętu.

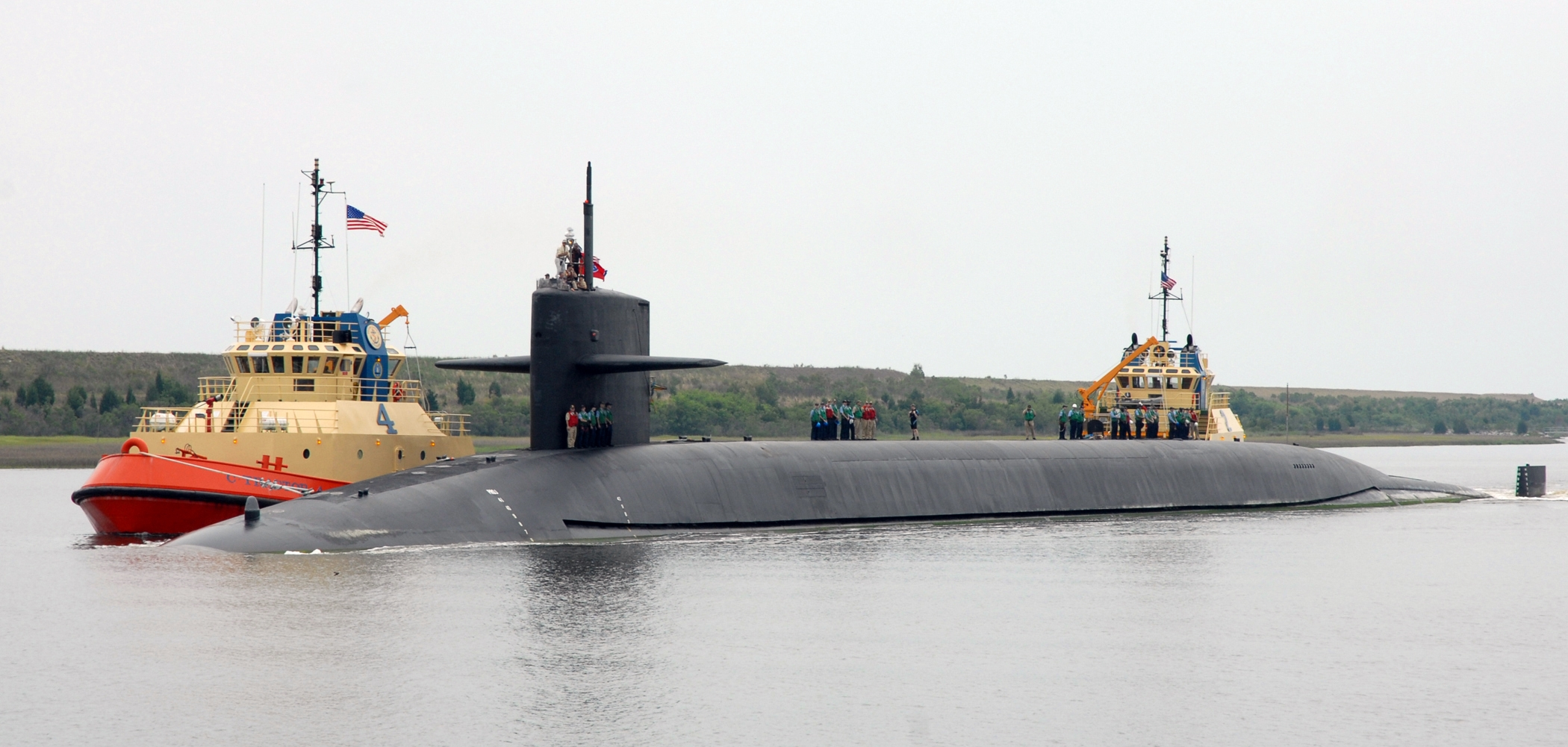
Okręt typu Ohio

Wkrótce potem należąca do General Dynamics stocznia Electric Boat otrzymała kontrakt na opracowanie projektu nowego okrętu. Mający duży wpływ na program okrętu adm. Rickover dążył do zamiany proponowanego dla nowego typu okrętu reaktora S5G o mocy 17 000 KM na silniejszą jednostkę o mocy 60 000 KM oraz do budowy dużego okrętu – zdolnego pomieścić 24 pociski balistyczne. Ostatecznie postanowiono zbudować okręt korzystający z reaktora S8G o mocy 35 000 KM, napędzającego jedną śrubę przez dwie turbiny parowe. Taki układ tworzył najpotężniejszą siłownię z jednym reaktorem, kiedykolwiek zaprojektowaną dla okrętów podwodnych Stanów Zjednoczonych. Ostateczny projekt przewidywał okręty o wyporności 16 700 t na powierzchni oraz 18 700 t w zanurzeniu, przy długości 170,7 m, z dwudziestoma czterema pionowymi wyrzutniami pocisków SLBM, dysponujące oficjalnie prędkością maksymalną około 25 węzłów. Przy projektowaniu ULMS szczególny nacisk położono na wyciszenie okrętów, zwłaszcza ich systemu napędowego. Istnieją relacje, z których wynika, iż końcowy efekt przewyższył wymagania w tym zakresie przy niskich prędkościach, gdy napęd używa naturalnej cyrkulacji w procesie konwekcji, zamiast cyrkulacji wymuszonej (w pierwszym obiegu). ULMS otrzymał sferyczną antenę pasywnego sonaru BQQ-6 w dziobie, cztery wyrzutnie torpedowe 533 mm oraz trzy poziomy pokładów w większości kadłuba sztywnego. Projekt przewidywał cztery główne sekcje: przednią – mieszczącą torpedy, systemy kontroli oraz przestrzeń życiową załogi, dalej w kolejności: rakietową, reaktora oraz inżynieryjną. Uwagę zwraca część życiowa załogi – najbardziej komfortowa ze wszystkich dotychczasowych typów amerykańskich okrętów podwodnych. Admirał Rickover oraz szef operacji morskich adm. Elmo R. Zumwalt czynili naciski na Kongres w celu akceptacji programu ULMS, który 16 maja 1972 r. otrzymał nazwę Trident. Program ten budził bowiem spore kontrowersje – część członków Kongresu oraz organizacje sprzeciwiające się broni jądrowej lobbowały przeciwko Tridentowi. Obie strony w swojej argumentacji posługiwały się przy tym – wykorzystywanym dla swoich celów – traktatem SALT. Sytuację jeszcze bardziej skomplikowało przejęcie urzędu prezydenckiego Stanów Zjednoczonych przez Jimmy’ego Cartera, który pierwotnie chciał nawet ograniczyć liczbę pocisków SLBM do 200 sztuk. W styczniu 1980 roku sekretarz obrony Cartera – Harold Brown ogłosił plan budowy zupełnie nowego typu okrętów, mających być tańszą alternatywą dla typu Trident. Administracja Cartera wyasygnowała 106 milionów ówczesnych dolarów na badania i rozwój mniejszego i niskobudżetowego strategicznego okrętu rakietowego. Dla wielu obserwatorów oznaczało to odsunięcie programu Trident na boczny tor, sytuację zmieniła jednak porażka wyborcza Cartera z Ronaldem Reaganem. Jako część Reaganowskiego strategicznego programu sześciuset okrętów (600-ship Navy), program Trident uzyskał znaczny priorytet, z planem budowy jednego okrętu rocznie. Kłopoty natury organizacyjno-technicznej napotykał jednak program pocisku dla okrętów Trident. Doprowadziło to do przedstawienia przez SSPO tymczasowej alternatywy w postaci pocisku EXPO (Extended Range Poseidon). Został on przedstawiony jako broń mogąca być dostępną już w 1972 roku – wiele lat wcześniej od docelowego pocisku dla okrętów Trident, o mniejszym jednak zasięgu. EXPO był pociskiem stanowiącym rozwinięcie istniejących pocisków Polaris – Poseidon, jako taki miał zasięg 4000 mil morskich (7410 km) i mógł przenosić do ośmiu głowic MIRV o mocy 100 kiloton każda. Ostatecznie nazwany Trident I C-4, mógł być umieszczony na dotychczasowych okrętach Polaris – Poseidon, jak i w nowych okrętach Trident – do czasu pozyskania docelowego pocisku o dalekim zasięgu. Pierwsze kontrakty związane z konstrukcją, rozwojem i budową pocisków C-4 i docelowego D-5 zawarto z Lockheed Corporation – firmą z doświadczeniem nabytym przy produkcji pocisków Polaris i Poseidon. W rzeczywistości, pierwsze dwa stopnie napędowe EXPO/Trident C-4 stanowiły dwa stopnie pocisku Poseidon. Natomiast jako alternatywę dla głowic MIRV (W76/Mk-4) pocisku C-4 przygotowywano głowicę typu Maneuvering Reentry Vehicle (MaRV) – Mk 500 Evader, służącą do przełamywania systemu obrony antybalistycznej, jednakże mimo wykonania z sukcesem kilku testów tej głowicy, jej programu nigdy nie ukończono.
Po intensywnej debacie w 1974 roku wyasygnowano środki finansowe na pierwszy okręt typu Trident. Początkowe plany przewidywały schemat budowy nowych okrętów w kolejnych latach w postaci 1-3-3-3, pomiędzy rokiem 1977 a 1982. Kiedy jednak rozpoczęto budowę pierwszej jednostki, cały program budowy został przyśpieszony – termin jego zakończenia przesunięto na 30 kwietnia 1979 r. Podobnie jak okrętom Polaris dwie dekady wcześniej, okrętom Trident został przyznany najwyższy priorytet – Brickbat. Pierwsze jednostki programu dotknął jednak problem opóźnień, co było spowodowane trudnościami w zarządzaniu programem, zmianami konstrukcyjnymi, a także problemami związanymi z równoczesną budową w stoczni Electric Boat okrętów myśliwskich (SSN) nowej generacji typu Los Angeles (688). Dodatkowo druga amerykańska stocznia zdolna do budowy okrętów podwodnych o napędzie atomowym Newport News, także uczestniczyła w programie budowy okrętów SSN typu 688 i również pracowała z wykorzystaniem swoich mocy produkcyjnych do maksimum, a od 1972 roku jedynie te dwie stocznie w Stanach Zjednoczonych formalnie i faktycznie zdolne są do produkcji atomowych okrętów podwodnych. Wśród problemów programu Trident nie bez znaczenia były także kontrowersje personalne wokół admirała Rickowera, które spowodowane były zarówno jego cechami osobistymi, jak i kilkoma podjętymi przez niego decyzjami merytorycznymi.
Okręt prototypowy typu Trident – „Ohio” (SSBN-726) został zwodowany w Electric Boat 7 kwietnia 1979 r. W tym czasie był on największym okrętem podwodnym kiedykolwiek zbudowanym na świecie. SSBN-726 został przyjęty do służby w US Navy 11 listopada 1981 roku, dając początek nowej rodzinie okrętów podwodnych typu Ohio (nazwy typu Ohio oraz Trident są równoważne i używane są zamiennie). „Ohio” wyszedł na pierwszy patrol 1 października 1982, przenosząc 24 pociski Trident I C-4, które swój pierwszy patrol odbyły już w październiku 1979 r., na pokładzie okrętu Polaris USS „Francis Scot Key”. W celu zademonstrowania elastyczności okrętów Polaris również 11 innych starszych jednostek zostało przezbrojonych w nowe pociski.
We wczesnych latach 80. XX wieku Marynarka Wojenna USA planowała dwadzieścia cztery okręty typu Ohio, z 576 pociskami SLBM (łącznie). Jednostki te miały zastąpić 41 wcześniejszych okrętów Polaris – Poseidon z 656 SLBM. Na skutek traktatu SALT I z 1972 r., w celu umożliwienia wejścia do służby pierwszych okrętów Trident, ze służby wykreślony został „Theodore Roosevelt” (SSBN-600) oraz „Abraham Lincoln” (SSBN-602). Okręty te stały się pierwszymi wycofanymi ze służby okrętami SSBN. Budowa okrętów Ohio została jednak zatrzymana w związku z zakończeniem zimnej wojny. Budowa ostatniego – osiemnastego – okrętu Trident została autoryzowana przez prezydenta USA w 1990 roku. Kiedy w 1997 roku zakończono budowę, wszystkie 41 okrętów Polaris – Poseidon – Trident C-4 zostało wykreślonych ze służby z wyjątkiem dwóch okrętów przebudowanych dla celów operacji specjalnych. Przez cały okres zimnej wojny Stany Zjednoczone wyprodukowały trzy okręty rakietowe (1 klasy SSG i 2 SSGN) oraz 59 okrętów balistycznych (klasy SSBN).

#### Trident II D-5

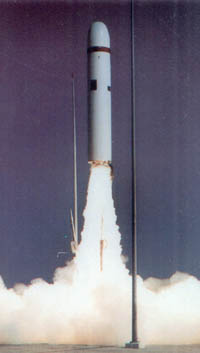
Trident D-5

Pociski UGM-133A Trident II D-5 stanowią szczytowe jak do tej pory osiągnięcie Stanów Zjednoczonych w zakresie konstrukcji pocisków balistycznych przeznaczonych dla okrętów podwodnych, a wyjąwszy nieaktywne już dziś pociski LGM-118A Peacekeeper, w zakresie pocisków balistycznych w ogóle. Ocena ta znajduje uzasadnienie zwłaszcza w zakresie zasięgu pocisku oraz – przede wszystkim – jego celności. System naprowadzania tego pocisku zdolny jest umieścić osiem głowic termojądrowych MIRV w okręgu o średnicy 170,7 metrów, przy strzale na odległość 4000 mil morskich (7400 km). Pocisk D-5 nominalnie przenosi osiem głowic MIRV o mocy od 100 do 475 kt. Ogółem wyprodukowano ok. 400 głowic MIRV W88/Mk5 dla Trident II, o mocy 475 kt. Pozostałe pociski tego typu uzbrojono w głowice MIRV W76/Mk-4. W tym ostatnim przypadku D-5 może przenosić do 14 głowic. Nie jest jasne, ile okrętów wyposażono w pociski z głowicami W88, zaś ile W76. Przy wyprodukowanej bowiem liczbie 400 głowic W88 wyposażone mogą w nie zostać pociski dwóch okrętów, istnieją jednak spekulacje, iż wyposażono w nie aż cztery okręty. Oznaczałoby to, iż te jednostki przenoszą zarówno pociski z głowicami W88, jak i W76, żaden jednak z pocisków D-5 nie przenosi zarówno jednych, jak i drugich głowic.
Po zakończeniu procesu konstrukcji pocisku, z wieloma niepowodzeniami w trakcie testów, w marcu 1990 r. D-5 wszedł do służby operacyjnej na dziewiątym w kolejności wybudowanym okręcie Trident – USS „Tennessee” (SSBN-734). Z 18 okrętów Trident pierwsze osiem wyposażone były w pociski Trident C-4, następne dziesięć w pociski Trident D-5, przy czym pierwotnie planowano wyposażyć w system D-5 wszystkie okręty Ohio, jednakże plany uległy zmianie na skutek traktatów rozbrojeniowych ze Związkiem Radzieckim. Osiem okrętów Floty Pacyfiku wciąż pozostawało uzbrojonymi jedynie w pociski Trident I C-4. Decyzja marynarki o wprowadzeniu pocisków Trident D-5 do ośmiu okrętów Floty Pacyfiku zapadła dopiero w 1996 r. Do dziś (2008) przeprowadzono 122 podwodne odpalenia testowe tego pocisku, przy czym od 22 marca 1989 r. (kiedy pocisk eksplodował cztery sekundy po starcie) nie zanotowano żadnej nieudanej próby. Pocisk ten zdolny jest do osiągnięcia dowolnego celu na Ziemi w czasie nie dłuższym niż 30 minut, a także do wykonania ataku określanego w nomenklaturze NATO jako „Prompt attack”, w którym od momentu wystrzelenia pocisku, do zniszczenia celu upływa nie więcej niż 10–15 minut. W połączeniu z niezwykle niskim zakresem błędu celności (CEP: 90 m), Trident II stanowi doskonałą broń skutecznego pierwszego uderzenia. Bardzo wysoką celność pocisk zawdzięcza zastosowanej technologii naprowadzania, z wykorzystaniem dwuwymiarowego systemu triangulacyjnego, który dokonuje pomiarów triangulacyjnych dwóch gwiazd, w celu aktualizacji danych systemu bezwładnościowego. Dla dokładnego naprowadzenia Trident II D-5 nie jest niezbędna nawigacja satelitarna, jednakże pocisk może opcjonalnie korzystać z systemu NAVSTAR, z którego jednak korzystają m.in. przenoszące je okręty Trident. Pocisk ten jest znacznie większy od pocisku D-4, zaś umieszczone w nim głowice rozmieszczone są w post-busterze, wokół silnika napędowego trzeciego stopnia. Szczególną w czasie wprowadzenia tego pocisku do służby cechą Trident D-5 była możliwość dowolnej zmiany współrzędnych zaprogramowanego celu, w dowolnej chwili w trakcie patrolu (instant targeting). Dotychczasowe amerykańskie pociski nie zapewniały takiej możliwości, a najnowocześniejszy z nich – Trident C-4 umożliwiał programowanie celu jedynie w zakresie kilku celów predefiniowanych przed wyjściem na patrol.

### ZSRR

#### Akuła/Typhoon

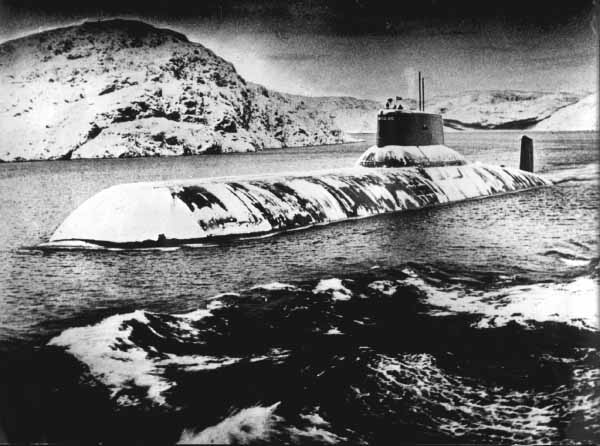
Okręt projektu 941

Amerykański program budowy okrętów Trident przyspieszył budowę okrętów trzeciej generacji w ZSRR. W trakcie spotkania Leonida Breżniewa z prezydentem Geraldem Fordem w listopadzie 1974 r. we Władywostoku obaj przywódcy uzgodnili formułę traktatu SALT II nakładającego dalej idące ograniczenia strategicznych broni ofensywnych. Sekretarz generalny KC KPZR zadeklarował jednak, iż jeśli Stany Zjednoczone rozmieszczą system Trident, Związek Radziecki będzie zmuszony rozwinąć program nowego strategicznego okrętu. W rzeczywistości program nowego okrętu balistycznego projektu 941 rozpoczęto już dwa lata wcześniej – w 1972 r. w biurze konstrukcyjnym Rubin, pod kierunkiem Kowalewa. W wyniku tego programu powstały okręty projektu 941 (typ Akuła, w kodzie NATO: Typhoon) – największe okręty podwodne spośród kiedykolwiek zbudowanych. W nomenklaturze radzieckiej okręty typu Akuła zwane były ciężkimi, strategicznymi krążownikami podwodnymi. Kowalew i pracownicy jego zespołu przeanalizowali liczne koncepcje projektu, w tym gigantycznego okrętu o długości 235 m – ta koncepcja została zarzucona z powodu braku w Związku Radzieckim suchych doków i innych obiektów o wymaganej dla tak dużych jednostek długości. Ostatecznie biuro Rubin opracowało unikalny i niezwykle innowacyjny projekt, według 941. koncepcji przeanalizowanej przez biuro. W rzeczywistości okręty typu Akuła mają długość porównywalną z amerykańskimi okrętami typu Ohio – 172 m przy 170 m długości tych ostatnich. O ile jednak amerykańskie okręty mają – określaną jako beam – szerokość 11,7 m, szerokość okrętów radzieckich wynosi 23,2 m, a wyporność podwodna 48 000 ton – trzykrotnie większa od wyporności okrętów typu Trident. Okręty projektu 941 miały rezerwę wyporu hydrostatycznego wynosząca około 48%, podczas gdy okręty Ohio – jedynie około 15% rezerwy. Rezerwa ta pomaga w zmniejszeniu zanurzenia jednostki, a także znacznie ułatwia przebicie się okrętu przez lód, a zwłaszcza pak lodowy w celu wystrzelenia pocisków (25 sierpnia 1995 jeden z okrętów 941 wynurzył się na biegunie północnym, przebijając przed wystrzeleniem pocisku R-39 około 2,5-metrową warstwę lodu).
941 jako pierwsze w Związku Radzieckim mają strukturę katamaranu. Zbudowane są z dwóch równoległych kadłubów sztywnych, mieszczących pomieszczenia dla załogi, wyposażenie oraz maszynownie. Każdy z kadłubów, o długości 149 m i maksymalnej średnicy 7,2 m, składa się przy z ośmiu sekcji. Dwadzieścia wyrzutni startowych umieszczonych jest w dwóch rzędach pomiędzy kadłubami, w przedniej części okrętu (przed kioskiem). Pomieszczenie kontroli, centrum zarządzania systemem rakietowym i inne pomieszczenia zarządzania umieszczone są w dwóch dużych sekcjach pomiędzy kadłubami sztywnymi. Centrum ma wymiary: 30 m długości i 6 m średnicy. Kiosk okrętu wystaje 13 m ponad linię wodną. Dodatkowa sekcja – łącząca kadłuby sztywne – została umieszczona z przodu. Zawiera wyrzutnie torpedowe i magazyn torped. Ogółem Typhoon składa się z siedemnastu – zawartych w masywnym kadłubie zewnętrznym o długości 172 m – sekcji, przy czym wszystkie kadłuby i sekcje połączone są ze sobą przejściami. Kadłuby sztywne, pomieszczenia kontroli oraz sekcje torpedowe wykonane zostały z tytanu, kadłub lekki zaś wykonany został ze stali. Okręty te dysponowały najlepszą w radzieckiej i aktualnie rosyjskiej marynarce wojennej przestrzenią życiową załogi, w tym: małą salą gimnastyczną, solarium, sauną, a nawet ptaszarnią. Pomieszczenia sypialne załogi stanowią małe boksy zawierające koje, oficerowie mają przestrzeń sypialną w prywatnych kabinach dwu- i czteroosobowych. Ponad każdym kadłubem sztywnym znajdują się komory bezpieczeństwa, zdolne łącznie do wyniesienia na powierzchnię wody całej załogi – około stu sześćdziesięciu osób.
Okręty tego projektu zostały wyposażone w system sonarowy Skat zdolny do równoczesnego śledzenia 10–12 obiektów, zawierający sonar niskiej częstotliwości MGK-503 ze sferyczną anteną (NATO: Shark Gill). Każdy z dwóch kadłubów sztywnych mieści jeden reaktor OK-650 z turbiną parową – zespół o mocy 50 000 KM (190 megawatów) oraz jeden generator o mocy 800 kilowatów. W celu ochrony każdej z dwóch śrub przed uszkodzeniem bądź zniszczeniem przez lód umieszczono je w specjalnych osłonach. Typhoon wyposażony jest również w dwie pomocnicze gondole napędowe – na dziobie i rufie – opuszczane i uruchamiane w celach manewrowych jednostki oraz nieruchomego zawisu pod wodą.
W trakcie opracowywania konstrukcji okrętu w leningradzkiej Stoczni Admiralicji przygotowano zautomatyzowany model badawczy – według niedopracowanego jeszcze projektu – w skali 1:10, wyposażony w instrumenty badawcze. Ostatecznie budowę pierwszego okrętu typu Typhoon TK-208 „Dmitrij Donskoj” rozpoczęto 30 czerwca 1976 w Siewierodwińsku. Hala konstrukcyjna, w której okręty były budowane, została specjalnie wybudowana dla potrzeb projektu 941 oraz 949 (NATO: Oscar SSGN). Była to największa tego typu hala na świecie.
Tajfuny uzbrojone były w system rakietowy D-19 z dwudziestoma pociskami R-39 na paliwo stałe o zasięgu 10 000 km oraz w zautomatyzowany system torpedowo-rakietowy, z dwiema wyrzutniami kalibru 650 mm oraz czterema kalibru 533 mm. Siłownie tych okrętów mieściły dwa chłodzone wodą reaktory o mocy 190 MW każdy oraz dwie turbiny parowe, co pozwalało na osiągnięcie prędkości podwodnej 27 węzłów. Na okręcie zastosowano najnowocześniejsze z dostępnych wówczas w ZSRR technologie wyciszenia, dzięki czemu projekt 941 był cichszy niż wszystkie dotychczasowe okręty radzieckie. W celu redukcji poziomu hałasu zastosowano dwustopniową, gumowaną obręcz pneumatyczną, absorbującą wstrząsy i drgania, a także modułową strukturę mechanizmów i wyposażenia okrętu.
Pierwszy okręt tego projektu – TK-208 „Dmitrij Donskoj” został zwodowany 23 września 1980 r., testy i próby morskie rozpoczęły się w czerwcu 1981 r., zaś przyjęcie nowej jednostki do służby w składzie Floty Północnej miało miejsce 12 grudnia 1981 r. W ślad za pierwszą jednostką nastąpiła budowa kolejnych pięciu. Wszystkie jednostki tego typu weszły do służby między 1981 r., a 1989. Były zgrupowane w „Pierwszej Flotylli Nuklearnych Okrętów Podwodnych”, w Zapadnaja Lica (baza Nerpichja).
Aktualnie (2009) wszystkie okręty tego typu są wycofane ze służby, jeden z nich – TK-208 jest dziś okrętem doświadczalnym i testowym (służącym głównie do testów pocisków balistycznych), pozostałe są w trakcie rozbiórki i złomowania, w celu zastąpienia ich nowymi jednostkami typu Boriej (projekt 955).

#### SLBM na paliwo stałe
Wstępne prace nad systemem rakietowym z napędzanym paliwem stałym pociskiem ICBM rozpoczęły się w Biurze Konstrukcyjnym Budowy Maszyn Makijewa w 1971 r. Rozwój pierwszego systemu SLBM zasilanego takim rodzajem paliwa rozpoczął się dwa lata później. Prace nad systemem D-19 wyposażonym w pociski R-39 rozpoczęły się w zgodzie z dekretem Rady Ministrów Ukraińskiej SRR z września 1973 r. R-39 był trzystopniowym pociskiem na paliwo stałe, z silnikami pierwszego i drugiego stopnia w osłonie epoksydowej, o zasięgu 8300 km. W celu zmniejszenia rozmiarów pocisku w silnikach I i II stopnia zastosowano wysuwane dysze. Sekcja czołowa pocisku mieściła post-buster z systemem nawigacji i napędzanym paliwem ciekłym systemem przenoszącym 10 głowic MIRV. Same głowice, o mniejszym kącie czołowym niż głowice poprzednich pocisków SLBM, umieszczone były w tylnej sekcji post-bustera, wokół nosa (sekcji czołowej) trzeciego stopnia napędowego. Pocisk zainstalowany był w tubie startowej, gdzie podtrzymywany był przez znajdujące się na górze urządzenie absorbujące wstrząsy. R-39 był wystrzeliwany przez ciśnienie zmagazynowanych gazów (zimny start), natomiast specjalny system przeciwwstrząsowy na paliwo stałe generował otulinę gazową wokół pocisku, której zadaniem było zmniejszenie efektu oddziaływania ciśnienia hydrodynamicznego na pocisk, podczas podwodnej fazy startu. Zapłon silnika pierwszego stopnia następował po opuszczeniu przez pocisk tuby startowej.
Testy pocisku rozpoczęły się w 1979 roku próbami przeprowadzonymi z pokładu okrętu K-153 (projekt 629/619), kontynuowanymi następnie przez testy ze stanowisk lądowych. Spośród 17 testów lądowych, połowa zakończyła się fiaskiem wynikłym z problemów z silnikami pierwszego i drugiego stopnia. Po przekonstruowaniu systemów napędowych kontynuowano z pokładu pierwszego okrętu projektu 941 (TK-208) testy, z których 11 zakończyło się sukcesem.
System D-19 został zaakceptowany do służby w roku 1984. Po okręcie TK-208 także pięć kolejnych okrętów tego projektu otrzymało po 20 pocisków tego systemu, przy czym formalne przyjęcie do służby pocisków R-39 nastąpiło w 1989 roku. Już w roku 1980 rozpoczęły się prace nad następcą tego pocisku dla projektu 941 – R-39M, który miał być przenoszony także przez okręty przyszłego typu Borei (Jurii Dołgoruki). Testy w locie tego pocisku rozpoczęły się w 1996 r., jednakże po czterech nieudanych próbach program anulowano, na rzecz nowego pocisku R-30 na paliwo stałe opracowywanego pod kierunkiem nie posiadającego do tej pory doświadczenia w konstruowaniu pocisków SLBM Moskiewskiego Instytutu Technologii Cieplnych (MITT) we współpracy z Biurem Konstrukcyjnym Budowy Maszyn.

#### Delta IV

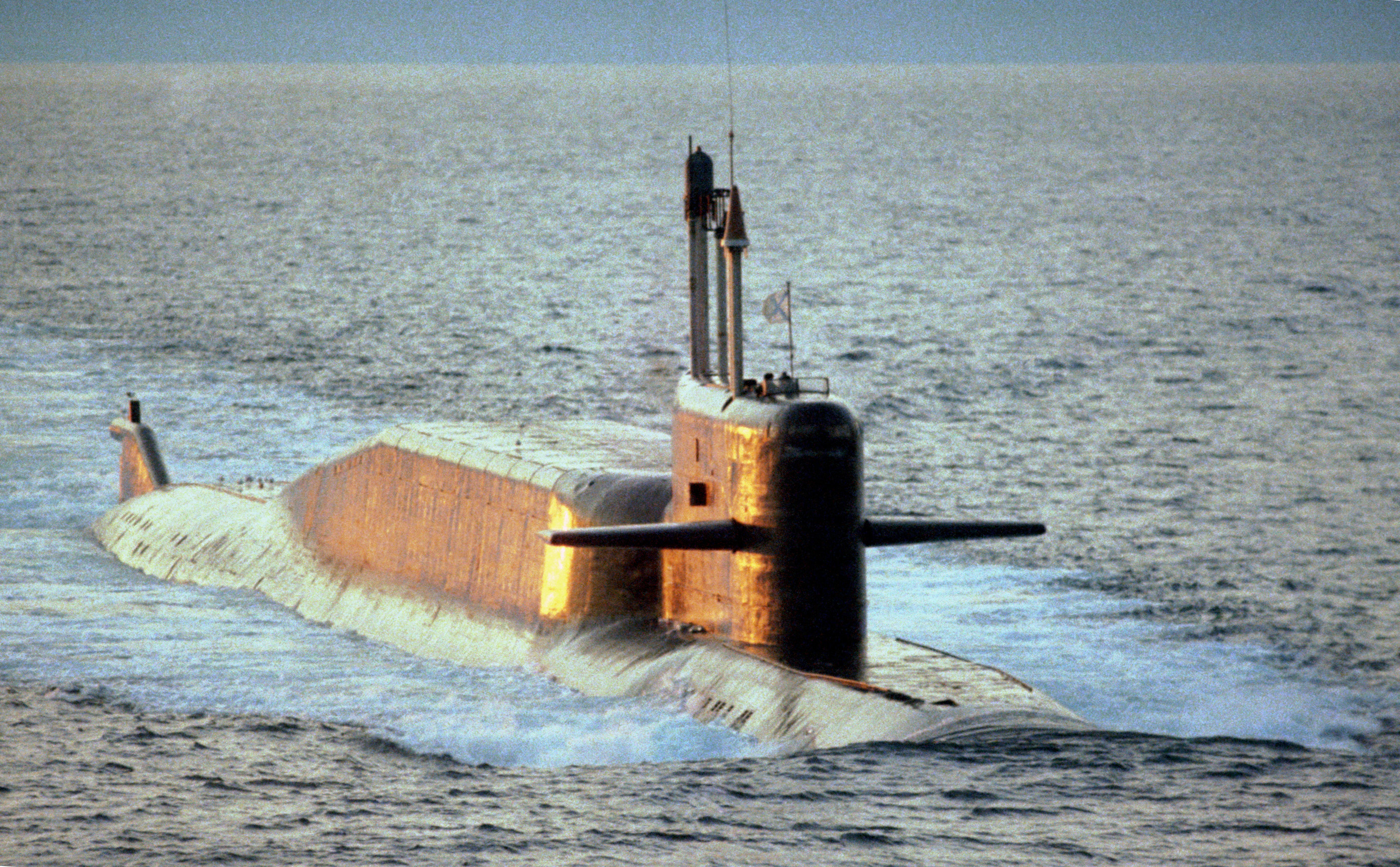
Okręt podwodny projektu 667BDRM

Niemal równolegle z Projektem 941/Tajfun zespół Kowaljewa w Rubinie opracowywał projekt okrętów 667BDRM (NATO: Delta IV). Dekret nakazujący rozpoczęcie prac nad tym projektem został wydany 10 września 1975 r. Projekt tych okrętów korzystał z rozwiązań wcześniejszych typów Yankee oraz Delta, w większości jednak, jest to całkowicie nowa konstrukcja trzeciej generacji. Okręty te są znacznie większe niż ich poprzednicy (o 1200 ton wyporności oraz 12 m długości), otrzymały bardziej zaawansowane technologie wyciszające, przenosiły też większe, trzystopniowe pociski w systemie D-9RM na paliwo ciekłe – R-29RM (NATO: SS-N-23 Skiff). W celu zwiększenia wytrzymałości kadłub sztywny oraz grodzie na obu krańcach zostały wyprodukowane metodą elektro-wytapiania stali, przez co uzyskano większą plastyczność.
W zależności od liczby przenoszonych głowic (do 4) MIRV pocisk R-29RM, w który wyposażone były okręty tego projektu, mógł osiągnąć cel na dystansie do 4480 mil morskich (8300 km). SS-N-23 stanowiły ostatnie pociski SLBM skonstruowane pod kierunkiem Makajewa. Podwodne odpalenie tych pocisków przez Delta IV mogło nastąpić z głębokości do 55 m, przy prędkości do 6 węzłów.
Podobnie jak jej poprzednicy Delta IV ma dwa reaktory jądrowe (WM-4SG) oraz dwie śruby jednak z ulepszoną konfiguracją rufy, skutkującą większą efektywnością napędu i zmniejszonym poziomem hałasu. Jeden z radzieckich analityków opisał okręty 667BDRM w taki sposób:

Okręty drugiej generacji były cichsze, jednakże postęp w zmniejszeniu hałasu został osiągnięty przez radziecki przemysł dopiero w latach 80. XX wieku, w momencie pojawienia się okrętów «667BRDM». W tym czasie zastosowane zostały nowe technologie skutkujące ulepszeniem o rząd wielkości dokładności wykonania wału napędowego i śrub. Znaczący postęp w obniżeniu poziomu hałasu został osiągnięty także dzięki zastosowaniu aktywnych metod tłumienia hałasu.

Wśród wspomnianych aktywnych technik tłumienia hałasu znajdują się prawdopodobnie także techniki wspomagane komputerowo, których zastosowanie teoretycznie czyni możliwą redukcję nawet o 40 dB. Lepsze wyciszenie niż w innych projektach okrętów serii 667 uzyskano także dzięki umieszczeniu wszystkich mechanizmów i wyposażenia we wspólnej ramie, odseparowanej od kadłuba sztywnego specjalnym buforem. Zastosowano ponadto lokalne absorbery dźwięku wokół systemów energetycznych, efektywniejszą powłokę absorbującą wewnątrz i na zewnątrz kadłuba oraz pięciopłatowe śruby o ulepszonych właściwościach dźwiękowych. Cały system powoduje obniżenie poziomu hałasu wytwarzanego przez okręty Delta IV, do 1/3 poziomu hałasu 667BDR (Delta III).
Okręty Projektu 667BDRM wyposażone zostały w system rakietowo-torpedowy TRV-671 RTM, składający się z czterech wyrzutni kalibru 533 mm. W przeciwieństwie do systemu zainstalowanego na okrętach 667BDR okręty 667BDRM otrzymały wszystkie rodzaje torped, rakietotorped przeciw podwodnych, oraz pozoratorów hydroakustycznych. Okręty te otrzymały także system zarządzania walką Omnibus BDRM, zapewniający scentralizowaną kontrolę nad wszelkimi rodzajami operacji bojowych. System ten zbiera i przetwarza dane oraz ułatwia wybór manewrów taktycznych oraz podejmowanie w czasie walki decyzji o wyborze broni torpedowej lub rakietowo-torpedowej. Okręty te wyposażone zostały także w system nawigacyjny Szljuz, który zabezpiecza niezbędną dla okrętu i jego systemu balistycznego dokładność ustalenia pozycji. Aktualizacja danych o pozycji okrętu dokonywana jest dwa razy dziennie za pomocą zainstalowanego w peryskopie systemu astrokorekcji. System ten uzupełniany jest także sonarowym transponderem nawigacyjnym. System sonarowy okrętów tego projektu stanowi Skat-BDRM.
Budowa pierwszego okrętu – projektu K-51 „Wierchoturie” – została rozpoczęta w 1981 r., okręt został zwodowany w roku 1984, przyjęty do służby w składzie Floty Północnej ZSRR 29 grudnia 1984 r. Stocznia 402 w Siewierodwińsku do 1992 roku zbudowała siedem okrętów Delta IV. Kiedy prezydent Borys Jelcyn zatrzymał budowę dalszych okrętów tego typu, w stoczni rozpoczęta już była budowa co najmniej dwóch kolejnych jednostek. Obecnie wszystkie jednostki tego projektu kontynuują służbę w składzie Trzeciej Flotylli Strategicznych Okrętów Podwodnych w Jagielnaja Guba.
|                              | 941 Tajfun | 667BDRM Delta IV        | Trident              |
| ---------------------------- | ---------- | ----------------------- | -------------------- |
| /                            | /          | Stany Zjednoczone       |                      |
| Wejście do służby            | 1981       | 1984                    | 1981                 |
| Wyporność                    |            |                         |                      |
| nawodna                      | 23 200 t   | 11 740 t                | 16 764 t             |
| podwodna                     | 48 000 t   | 18 200 t                | 18 750 t             |
| Długość                      | 172,0 m    | 167,0 m                 | 170,7 m              |
| Szerokość                    | 23,2 m     | 11,7 m                  | 12,8 m               |
| Zanurzenie                   | 11,0 m     | 8,8 m                   | 11,0 m               |
| Reaktory                     | 2 x OK-650 | 2 x VM-4SG              | 1 x S8G              |
| Turbiny                      | 2          | 2                       | 2                    |
| moc                          | 100 000 KM | 60 000 KM               | 35 000 KM            |
| wały napędu                  | 2          | 2                       | 1                    |
| Prędkość                     |            |                         |                      |
| nawodna                      | 12 w       | 14 w                    | 18 w                 |
| podwodna                     | > 25 w     | 24 w                    | 25 w                 |
| Głębokość testowa zanurzenia | 400 m      | 400 m                   | 300 m                |
| Pociski                      | 20 x R-39  | 16 x R-29RMU / R-29RM   | 24 x Trident C-4/D-5 |
| Wyrzutnie torpedowe          |            |                         |                      |
| dziób                        | 4 × 533 mm | 4 × 533 mm              | 4 × 533 mm           |
| rufa                         | 6 × 400 mm | 4 × 400 mm / 2 × 650 mm | 4 × 400 mm           |
| Torpedy                      | 22         | 12                      | 24                   |
| Załoga                       | 150 osób   | 135                     | 165                  |

| R-39              | R-29RM                     | R-29RMU                          | Trident C-4                   | Trident D-5                |                            |
| ----------------- | -------------------------- | -------------------------------- | ----------------------------- | -------------------------- | -------------------------- |
| Kod NATO          | SS-N-20                    | SS-N-23                          | SS-N-23                       |                            |                            |
| Wejście do służby | 1984                       | 1986                             | w rozwoju                     | 1979                       | 1990                       |
| Masa              | 84 000 kg                  | 40 500 kg                        | 43 000 kg                     | 33 115 kg                  | 58 970 kg                  |
| Długość           | 16,0 m                     | 14,8 m                           | 14,8 m                        | 10,37 m                    | 13,4 m                     |
| Średnica          | 2,4 m                      | 1,9 m                            | 1,9 m                         | 1,9 m                      | 2,1 m                      |
| Napęd             | trzystopniowy paliwo stałe | trzystopniowy paliwo ciekłe      | trzystopniowy paliwo ciekłe   | trzystopniowy paliwo stałe | trzystopniowy paliwo stałe |
| Zasięg            | 8300 km                    | 8300 km                          | 11 547 km                     | 7400 km                    | 7400–12000 km              |
| Naprowadzanie     | inercyjne                  | inercyjne                        | inercyjne z korekcją gwiezdną | inercyjne                  | inercyjne                  |
| CEP               | 500 m                      | 500 m                            | 500 m                         | 370 m                      | 80 m do 120 m              |
| Głowica           | 10 x MIRV 100 Kt           | 4 MIRV (testy: 10 × 100 Kt MIRV) | 10 x MIRV 100 Kt              | 8 x MIRV                   | 8 x MIRV                   |

## Okręty czwartej generacji
Pod koniec zimnej wojny Stany Zjednoczone opracowały i wprowadziły do służby typ okrętu, stanowiący szczytowe osiągnięcie amerykańskiej podwodnej techniki i technologii wojskowej – okręty myśliwskie typu Seawolf, zwane też typem SSN21. Opracowane zostały z myślą o długotrwałych patrolach na radzieckich wodach terytorialnych – zwłaszcza na morzach Barentsa i Ochockim. Ich konstrukcja umożliwiała zwalczanie radzieckich podwodnych nosicieli pocisków SLBM. Zastosowane na okrętach Seawolf technologie wyciszenia okrętu skutkowały obniżeniem poziomu generowanych przez jednostki tego typu hałasu do poziomu wyprzedzającego swoją epokę. Wyciszenie okrętów SSN21 do dziś stanowi punkt odniesienia w tym względzie, przy konstrukcji okrętów o napędzie atomowym bez względu na kraj prowadzący program konstrukcyjny. Z powodu zakończenia zimnej wojny USA przerwały program budowy jednostek typu Seawolf, skupiając się na budowie uniwersalnych okrętów wielozadaniowych typu Virginia NSSN (New Attack Submarine), nie podejmując natomiast programu budowy nowego typu jednostki SSBN. Rosja natomiast, po chwilowo zakończonym niepowodzeniem programie budowy okrętów SSN typu Siewierodwińsk (Jasień), w listopadzie 1996 roku podjęła budowę okrętu balistycznego (SSBN) nowego typu Borei – „Juri Dołgoruki”. Konstrukcja nowego projektu 955 została opracowana w biurze Rubin przez zespół pod kierunkiem Kowaljewa. Mimo że okręty typu Borej mają być znacznie mniejsze od okrętów Tajfun, rozmiarami przekraczają wszystkie inne radzieckie i rosyjskie okręty z wyjątkiem jednostek SSGN typu Granit/Antiej, (projekt 949) (NATO: Oscar). Ostatnie plany przewidywały wprowadzenie okrętu prototypowego tego projektu do służby w roku 2009, jednakże w związku z niepowodzeniami programu pocisku Buława pierwszy okręt typu Borej wszedł do służby w 2013 roku.
Ze strony amerykańskiej na rok 2014 zaplanowane jest podjęcie prac konstrukcyjnych nad nowym typem okrętu balistycznego, w ramach programu SSBN-X Future Follow-on Submarine. Obecnie od 2007 roku trwają prowadzone przez US Navy oraz stocznie Newport News i Electric Boat studia konstrukcyjne oraz szacunki kosztów, natomiast w roku 2009 mają się rozpocząć prace badawcze w ramach tego programu. Okręt nowego typu będzie już, prawdopodobnie, jednostką kolejnej, V generacji okrętów balistycznych.

## System radziecki a system amerykański
Zarówno Związek Radziecki, jak i Stany Zjednoczone przejawiały bardzo dużą innowacyjność w zakresie konstrukcji okrętów podwodnych i przenoszonych przez nie pocisków rakietowych. Prawdziwość tej tezy najlepiej demonstruje duża liczba konstrukcji okrętów, pocisków, jak również siłowni okrętowych, oraz tempo wprowadzania zaawansowanych technologicznie rozwiązań.
Po stracie „Threshera” (SSN-593) w 1963 roku Marynarka wojenna Stanów Zjednoczonych stała się jednak bardzo konserwatywna w konstruowaniu i budowie okrętów, a w pewnym zakresie także w sensie operacyjnym. To konserwatywne podejście w konstruowaniu okrętów widoczne było na przykład w przedłużeniu stosowania stali HY-80. Stal HY-80 – po raz pierwszy zastosowana na okrętach typu Skipjack w 1959 roku – poprzez okręty Polaris, używana była aż po czasy okrętów SSN typu Los Angeles. Skutkowało to nie tylko brakiem zwiększenia głębokości operacyjnej, ale wręcz jej zmniejszeniem dla 62 jednostek typu Los Angeles. Konsekwencja, z jaką US Navy pozostawała przy tej stali, zamiast wytrzymalszej HY-100, podyktowana była problemami z obróbką tej ostatniej, a także kwestiami masy okrętów. W oczywisty sposób wpływało to nie tylko na dopuszczalną głębokość operacyjną jednostek, lecz także na wytrzymałość kadłubów, zmniejszenie liczby narażonych na działanie ciśnienia sekcji okrętów, zmniejszenie rezerwy wyporu hydrostatycznego i marginesu dopuszczalnych przyszłych modernizacji. W tym samym czasie głębokość operacyjna okrętów radzieckich znacząco wzrastała. Pierwszym okrętem, w którego konstrukcji zastosowano bardziej wytrzymałą stal HY-100, był okręt prototypowy typu Seawolf – „Seawolf” (SSN-21), zmiana ta pozwoliła okrętom tego typu powrócić na głębokość 400 metrów. Spowodowana katastrofą „Threshera” zachowawczość amerykańskiej marynarki uwidoczniła się także w rezygnacji przez admirała Rickovera z supernowoczesnej, rewolucyjnej konstrukcji okrętu myśliwskiego opracowywanej w programie CONFORM. Z drugiej strony, ostrożność US Navy prowadziła do konstrukcji reaktorów znacznie bezpieczniejszych niż radzieckie, ostrzejszych procedur bezpieczeństwa oraz lepszego wyszkolenia załóg.

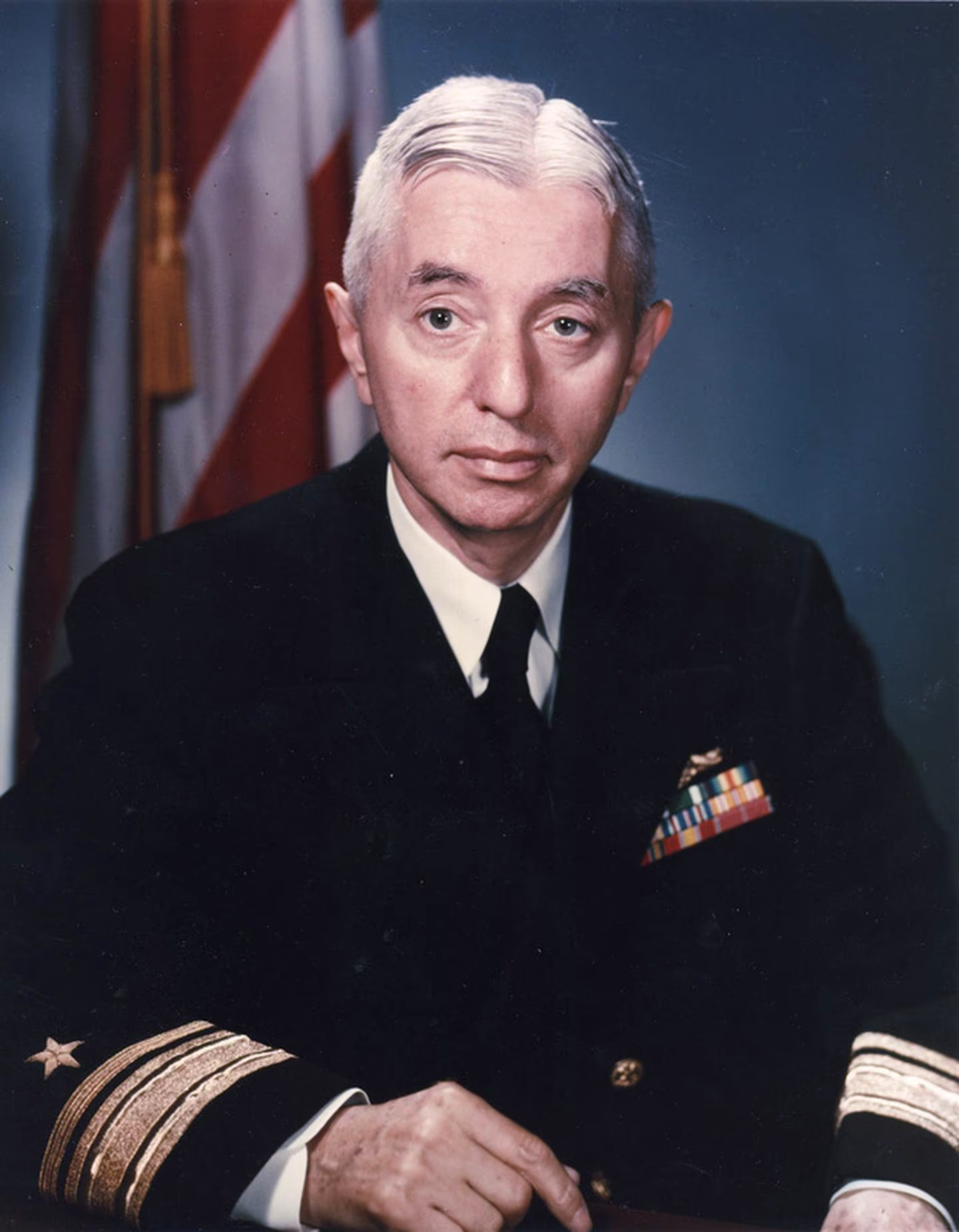
Hyman Rickover

Przez cały okres zimnej wojny podstawowym czynnikiem rywalizacji technicznej floty amerykańskiej z radziecką był stopień wyciszenia okrętów. W przeciwieństwie do kwestii prędkości oraz dopuszczalnej głębokości zanurzenia jednostek, w których okręty US Navy przeważnie ustępowały jednostkom floty radzieckiej, marynarce amerykańskiej przez całe dziesięciolecia udawało się utrzymać prymat technologiczny w zakresie redukcji poziomu wytwarzanych przez okręty szumów. Amerykańskie okręty każdej generacji – zarówno myśliwskie (SSN), jak i balistyczne (SSBN) – były znacząco cichsze niż ich radzieckie odpowiedniki. Przewaga ta często wykraczała poza poziom jednej generacji i zasadniczo utrzymuje się do dziś. Obydwie strony prowadziły swoisty wyścig wywiadowczy, którego najważniejszym celem ze strony amerykańskiej była ocena postępów rozwoju technologii radzieckiej, ze strony radzieckiej zaś sama technologia.

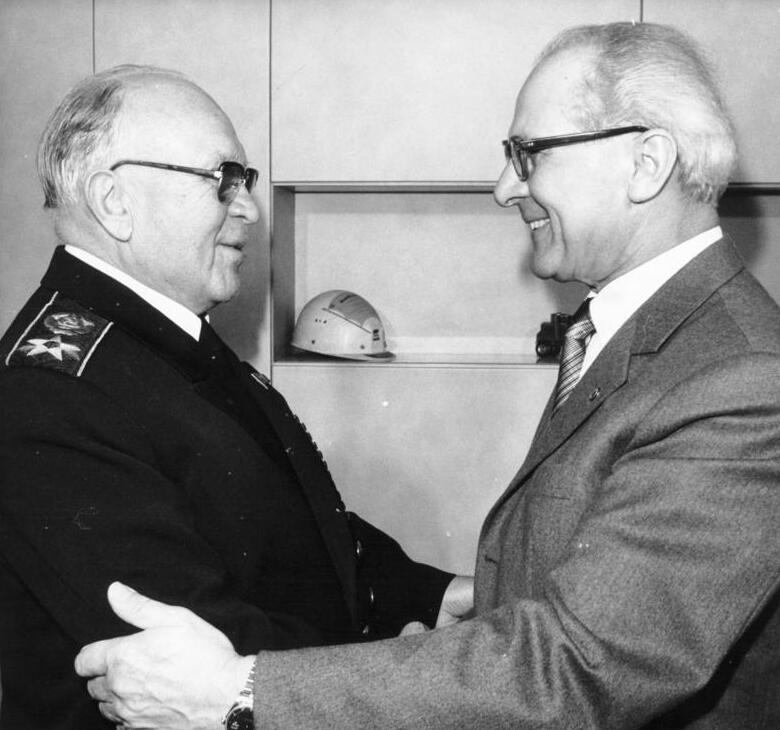
Siergiej Gieorgijewicz Gorszkow (z lewej)

Obydwie strony rywalizacji dzielił sposób organizacji zaplecza całego systemu. Radzieckie rozwiązanie w tym zakresie daleko odbiegało od standardów zachodnich. Zarówno okręty, jak i pociski konstruowane były przez kilka stosunkowo niezależnych biur konstrukcyjnych zatrudniających po kilka tysięcy pracowników. Przykładowo w biurze Rubin pracowało ok. 3000 osób, w biurze Malachit 2500, zaś w biurze Lazurit 1500. W Stanach Zjednoczonych w początkach zimnej wojny za konstrukcję odpowiadały same stocznie – Electric Boat, Mare Island Naval Shipyard oraz Portsmouth Naval Shipyard. W erze nuklearnej zespoły konstrukcyjne amerykańskich stoczni straciły swoją niezależność na rzecz Bureau of Ships i organizacji będących jego sukcesorami. W latach 60. XX wieku admirał Rickover de facto przejął kontrolę nad scentralizowanym systemem. W ZSRR każde działające pod kierunkiem szefa konstruktorów biuro miało sporą niezależność. W latach 80. XX wieku funkcja szefa konstruktorów została przemianowana na głównego konstruktora – co było spowodowane rosnącym stopniem złożoności konstrukcji. Osoby kierujące biurami miały duży zakres niezależności, chociaż raportowały ministerstwu przemysłu stoczniowego oraz komisji przemysłu zbrojeniowego i kierownictwu marynarki wojennej. Duży wpływ marynarki ZSRR na prace biur konstrukcyjnych zaznaczył się dopiero w czasach dowodzenia floty przez admirała Siergieja Gorszkowa. Chociaż radzieckie biura konstrukcyjne miały zazwyczaj swoje specjalizacje, wraz jednak z grupą współpracujących z nimi instytutów technicznych i naukowo-badawczych, w pewnych zakresach rywalizowały ze sobą (podobnie jak amerykańskie laboratoria), co miało znaczący wpływ na osiągnięcie przez Związek Radziecki przewagi nad USA w niektórych kluczowych parametrach okrętów. W przeciwieństwie do Stanów Zjednoczonych w systemie sowieckim efektywność przeznaczanych na różnego rodzaju programy środków finansowych nie miała kluczowego znaczenia. Natomiast w USA przeznaczane na programy marynarki fundusze znajdowały się pod ścisłą kontrolą wielu komisji Kongresu, Congressional Budget Office, Congressional Research Service oraz General Accountig Office, które na bieżąco monitorują i kontrolują sposób wydawania środków finansowych.

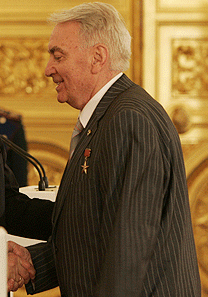
Igor Spasski

Nie jest do dziś całkowicie jasny polityczny kontekst funkcjonowania marynarki wojennej ZSRR. Admirał Gorszkow, który dowodził flotą przez prawie 30 lat, a przy tym sprawował funkcję zastępcy ministra obrony, bez wątpienia musiał być uwikłany na przestrzeni lat w szereg zawirowań politycznych Związku Radzieckiego. Z całą pewnością miało to wpływ na rozwój radzieckiej marynarki wojennej, w tym floty podwodnej. Zakres jego faktycznej władzy jakkolwiek porównywalny w zakresie systemu jednostek podwodnych z pozycją admirała Rickovera, był jednak znacznie szerszy – jako dowódcy całej floty. Nie do przecenienia jest również rola szefa biura Rubin – profesora Igora Spasskiego. Jego wpływowość i zdolność do działań zakulisowych pozwoliła mu zapewnić swojemu biuru naczelną rolę w konstrukcji jednostek. Dość wskazać, iż w trakcie jego zatrudnienia w biurze Rubin szefowie pozostałych biur zmieniali się kilkakrotnie. Sukcesem Spasskiego było m.in. skierowanie do produkcji okrętów projektu 941 Tajfun oraz okrętów rakietowych SSGN projektu 949 (NATO: Oskar). Produkcja tych olbrzymich okrętów, napotykała bowiem na opór niektórych starszych oficerów marynarki, przedstawicieli rządu oraz rywali przemysłowych. Ich wątpliwości oparte były przede wszystkim na kosztach budowy tych jednostek oraz dostępności surowców. Podobnie jednak jak Rickover w marynarce amerykańskiej, Spasski potrafił wykorzystać swoje wpływy dla przeforsowania produkcji własnych projektów.

### Organizacja
W Związku Radzieckim kluczowa rolę w rozwoju morskich systemów rakietowych odgrywały marynarka wojenna, ministerstwo przemysłu stoczniowego oraz ministerstwo budowy maszyn. Marynarka opracowywała specyfikacje okrętów oraz ich uzbrojenia, a także plany ich wprowadzenia do służby. Ministerstwo przemysłu stoczniowego odpowiedzialne było za opracowanie i konstrukcję jednostek, jak również min, torped, wyposażenia elektromechanicznego i hydroakustycznego, a także wyposażenia radiotechnicznego. Ministerstwo budowy maszyn natomiast sprawowało pieczę nad rozwojem i produkcją głowic nuklearnych oraz reaktorów. Ministerstwa przemysłu radiowego, wyposażenia komunikacyjnego, instrumentów oraz wyposażenia elektronicznego brały udział w tworzeniu systemów radiotechnicznych, nawigacyjnych oraz komunikacyjnych. Centralną pozycję w całym systemie zajmowała wojskowo-przemysłowa komisja rady ministrów ZSRR. Po upadku ZSRR komisja ta przestała istnieć, zaś jej zadania przejęła bezpośrednio rada ministrów Federacji Rosyjskiej, ministerstwo obrony oraz państwowa komisja przemysłu obronnego i poszczególne przedsiębiorstwa.
Wszystkie radzieckie konstrukcje podwodnych nosicieli pocisków balistycznych powstały w dwóch biurach konstrukcyjnych podległych ministerstwu przemysłu stoczniowego – Centralnym Biurze Konstrukcyjnym Nr 16 (TsKB-16) (po 1966 r. Centralne Biuro Konstrukcyjne Wołna – po 1974 podległe Biuru Budowy Maszyn Morskich Malachit) oraz Centralnym Biurze Konstrukcyjnym Nr 18 (TsKB-18) (aktualnie Centralne Biuro Wyposażenia Morskiego Rubin lub Rubin TsKB-18 MT). TsKB-18 szybko stał się radzieckim monopolistą w zakresie konstrukcji jednostek strategicznych, a jego sukcesor – biuro Rubin pozostaje nim w Rosji do dziś. Mimo dominującej roli tego biura znaczący udział w radzieckich osiągnięciach w konstrukcji okrętów balistycznych miały także inne instytuty podległe ministerstwu przemysłu stoczniowego. W szczególności dotyczy to Centralnego Instytutu Naukowo-Badawczego im. Kryłowa, odpowiedzialnego za naukowe i techniczne opracowania specyfikacji właściwości taktycznych okrętów podwodnych. Instytut ten do dziś jest wiodącą krajową organizacją zajmująca się badaniami nad zagadnieniami manewrowości, poziomu szumów, wytrzymałości kadłubów oraz elektromagnetyzmem okrętów. Jest w tym zakresie odpowiednikiem amerykańskiego David Taylor Naval Ship Research and Development Center w Carderock (Maryland). Technologie zautomatyzowanych oraz obsługiwanych przez załogę systemów kontroli rozwijane były natomiast przez Stowarzyszenie Naukowo-Produkcyjne Aurora w Leningradzie.

### Przemysł
Podstawowym problemem radzieckiego systemu konstrukcji, budowy oraz obsługi atomowych okrętów podwodnych była niska jakość wykonania materiałów, a także brak odpowiedniej infrastruktury zaplecza. Jakość wykonania była problemem wszystkich rodzajów radzieckich sił zbrojnych, co niejednokrotnie doprowadzało do irytacji najwyższe władze tego kraju. W swoim czasie Nikita Chruszczow pytał: Kiedy oni (Amerykanie) rozpoczynają seryjną produkcję, nie produkują wadliwych części. Co nie pozwala nam produkować tak samo?!. W konsekwencji, mimo iż w niektórych aspektach radzieckie technologie budowy kadłubów przewyższały technologie stosowane w Stanach Zjednoczonych, doskonałe parametry okrętów radzieckich miały w wielu przypadkach charakter jedynie teoretyczny. W celu zmniejszenia negatywnych następstw niskiej jakości radzieckie okręty miały bardziej złożoną strukturę, z większą liczbą sekcji. Z jednej strony pozwalało to na zwiększenie przeżywalności okrętu i załogi, z drugiej zaś prowadziło do produkcji okrętów wymagających większego zakresu prac konserwacyjnych. Ten ostatni aspekt jest o tyle istotny, iż dotykał innego problemu radzieckiej marynarki wojennej – niedostatku odpowiednio wykwalifikowanych kadr.
Produkcja atomowych balistycznych okrętów podwodnych była w Związku Radzieckim skupiona w dwóch stoczniach: Zakładzie nr 402 – dzisiejsza stocznia Siewiernoje Maszynostroitielnoje Priedprijatije w Siewierodwińsku oraz w Zakładzie nr 199 (stocznia im. Leninowskiego Komsomołu) – dzisiejszy Amurskij Sudostroitielnyj Zawod w Komsomolsku nad Amurem.
Amerykański przemysł obronny w trakcie zimnej wojny cechował się stosunkowo wysoką jakością wykonania komponentów, a także łatwym dostępem do bazy przemysłowej zaawansowanych technologii (np. elektroniki, urządzeń i – w późniejszym okresie – komputerów). Dodatkowo relatywnie otwarte amerykańskie społeczeństwo pozwalało na przyspieszającą postęp technologiczny łatwą wymianę doświadczeń. Także oparcie gospodarki na przemyśle prywatnym, pozwalało na szybszą reakcję na zmieniające się potrzeby marynarki wojennej. Podobnie jak w ZSRR, budową balistycznych okrętów podwodnych zajmowały się w USA dwie stocznie: wszechstronna Newport News oraz wyspecjalizowana w atomowych okrętach podwodnych Electric Boat.

### Różnice operacyjne
Podobnie jak amerykańskie okręty myśliwskie o napędzie jądrowym jednostki balistyczne tego kraju spędzały w morzu znacznie więcej czasu niż ich radzieckie odpowiedniki. Począwszy od wczesnych lat 60. XX wieku, Stany Zjednoczone w każdym momencie utrzymywały na patrolach więcej niż połowę swoich okrętów SSBN. W przypadku Związku Radzieckiego natomiast odsetek stale utrzymywanych w morzu jednostek SSBN nie przekraczał zwykle 15%. Większość pozostałych sił utrzymywana była natomiast w gotowości do wyjścia w morze, z niskim stopniem alarmu strategicznego. Marynarka radziecka przeprowadziła kilkanaście zakrojonych na wielką skalę manewrów mających dowieść skuteczności takiego modelu operacyjnego. Model ten oparty był na założeniu, że radziecki wywiad zapewni odpowiednio wczesne ostrzeżenie o możliwym konflikcie z Zachodem i szybkie rozmieszczenie po takim ostrzeżeniu w pełni uzbrojonych sił jest bardziej efektywne od stałego utrzymywania wysokiego odsetka sił na pozycjach operacyjnych. Model ten jednak nie sprzyjał systematycznemu i intensywnemu szkoleniu załóg w warunkach operacyjnych, stąd ich doświadczenie operacyjne było znacząco mniejsze niż załóg amerykańskich.
Powiązane z zagadnieniami operacyjnymi były też kwestie przygotowania radzieckiego zaplecza remontowego do obsługi nowych konstrukcji podwodnych. W niektórych przypadkach nowe konstrukcje okrętów stawiały tak unikalne wymagania w zakresie remontów i obsługi, iż upływała nie raz cała dekada lub więcej, zanim dostępne stawały się urządzenia zaplecza niezbędne do obsługi okrętów nowych projektów. Według amerykańskiego wywiadu tamtego czasu, niedobory radzieckiego zaplecza remontowego prowadziły do szybszego zużycia okrętów. Jak stwierdził wiceadmirał Thomas A. Brooks, były dyrektor wywiadu US Navy Oni nie mieli wystarczającej ilości miejsc do przeprowadzania remontów z właściwą częstotliwością. Sprawę pogarszała także wielość typów (projektów) okrętów, co utrudniało zarówno produkcję, jak i obsługę w trakcie eksploatacji. Tak duże zróżnicowanie typów stało się nawet przedmiotem krytyki ze strony kilkunastu oficerów marynarki oraz konstruktorów. Jeden z nich – kapitan III rangi Gieorgij I. Swiatow posunął się za daleko, krytykując program budowy wielu typów okrętów, podczas spotkania 15 stycznia 1965 roku z ówczesnym wicepremierem ZSRR i sekretarzem partii odpowiedzialnym za produkcje zbrojeniową Dmitrijem Ustinowem. Argumentując na przykładzie amerykańskim, Swiatow twierdził, iż marynarka radziecka mogłaby mieć dwa razy więcej okrętów za tę samą cenę, gdyby dysponowała jedynie dwoma typami atomowych okrętów podwodnych i obydwa używałyby tego samego modelu reaktora.

### Zasoby ludzkie
Radzieckie kadry inżynierskie były w wysokim stopniu wąsko specjalizowane, w przeciwieństwie do szerzej wyedukowanych i bardziej mobilnych inżynierów amerykańskich. Obydwa systemy mają swoje wady i zalety, jednakże różnice były znaczące i prowadziły do tego, iż produkty obu państw charakteryzowały się odmiennymi cechami. W zakresie broni podwodnych, radzieckie okręty były bardziej wyspecjalizowane, amerykańskie natomiast bardziej wielozadaniowe. Kwestia zasobów ludzkich odbijała się również na samej konstrukcji okrętów. Z uwagi na wielkość floty podwodnej marynarka radziecka wymagała dużej liczby personelu, rekrutowanego i szkolonego w systemie nie zawsze efektywnego powszechnego poboru. W systemie opierającym się na krótkoterminowych poborowych oraz – w większości – zawodowych oficerach, trudno było ukształtować spójną i kompetentną bazę ludzką floty, a związane z tym problemy nękały flotę radziecką do samego końca istnienia ZSRR. Wyżsi oficerowie radzieccy pracowali w systemie premiującym ilość ponad jakość. Często celowo zmieniali statystyki, preferując pozory ponad rzeczywistość. Fałszując dane lub raporty tuszowali fakty zamiast wykazywać inicjatywę w celu niwelacji niedociągnięć. Skala tego zjawiska była dostrzegana przez znaczną część najwyższych oficerów oraz konstruktorów okrętów, co doprowadziło do konstatacji, że najlepszym wyjściem w tej sytuacji będzie możliwie jak największy stopień automatyzacji okrętów podwodnych. Najważniejsi konstruktorzy wierzyli, iż usunięcie czynnika ludzkiego z najistotniejszych elementów okrętu jest kluczem do zwiększenia bezpieczeństwa jednostki – było to podejście dokładnie odwrotne niż w przypadku amerykańskim.
Przez pierwsze 15 lat zimnej wojny amerykańskie okręty podwodne były obsługiwane przez relatywnie wąską elitę, w całości dobrowolną grupę. W konsekwencji zakrojony na szeroka skalę program okrętów Polaris doprowadził do powstania problemu obsady jednostek. US Navy bowiem musiała w ciągu sześciu lat zapewnić 82 załogi o najwyższym stopniu wyszkolenia, po 136 osób każda, plus załogi dla dwudziestu nowych okrętów myśliwskich – po około 100 osób na każdą jednostkę. Stało się to wąskim gardłem programu, powodem przeprowadzenia bardzo trudnego naboru, w którym do służby na nowych jednostkach podwodnych w latach 60. XX wieku przyjmowano nieraz starszych oficerów i marynarzy. Marynarka amerykańska aż do masowej redukcji personelu po zakończonej zimnej wojnie nie otrząsnęła się z wszystkich błędów popełnionych przez zatrudnionych w ten sposób z konieczności oficerów oraz polityki personalnej tego okresu. US Navy nie szukała rozwiązania problemów personalnych na drodze znacznego zwiększenia stopnia automatyzacji okrętów. Ostatnie typy amerykańskich okrętów podwodnych zredukowały liczbę członków załóg zaledwie o pięć procent względem liczebności załóg sprzed dwudziestu pięciu lat. W rzeczywistości taka sytuacja jest dla amerykańskiej marynarki satysfakcjonująca, nie zmieniają tego stanu nawet najnowocześniejsze myśliwskie okręty typu Seawolf oraz Virginia.
W tym samym okresie liczebność załóg na okrętach radzieckich zmalała radykalnie. Radzieckie okręty SSN projektu 945 (NATO: Sierra) obsługiwane były przez 60 osób – mniej niż połowę liczby osób obsługujących odpowiadające im okręty amerykańskie. Prawdopodobnie jeszcze ciekawszym jest porównanie amerykańskich okrętów balistycznych typu Trident z radzieckimi okrętami projektu 949 (NATO: Oscar). Okręty amerykańskie wyposażone są w tym przypadku w pojedynczy reaktor, Oscar natomiast ma dwie siłownie nuklearne. Podczas gdy okręty radzieckie – przy dwóch reaktorach – wymagają w morzu mniejszego zakresu obsługi przez człowieka niż amerykańskie przy jednym; podczas pobytu w porcie wymagają znacznie większego zakresu wsparcia i bieżącej obsługi konserwacyjno-remontowej. Z drugiej strony koszty utrzymania załogi okrętu (płace, szkolenie i trening oraz zaopatrzenie) są znacznie wyższe niż koszty utrzymania pracowników na lądzie.
| Typ               | Wodowanie | Wyporność (podwodna) | Uzbrojenie | Załoga |
| ----------------- | --------- | -------------------- | ---------- | ------ |
| Los Angeles       | 1974      | 6 927 t              | 25         | 141    |
| Trident           | 1976      | 18 750 t             | 4+24       | 163    |
| Los Angeles (VLS) | 1986      | 7 102 t              | 37         | 141    |
| Seawolf           | 1995      | 9 137 t              | 50         | 134    |
| Virginia NSSN     | 2003      | 7 835 t              | 37         | 134    |
| 971 Akuła         | 1982      | 10 700 t             | 40         | 73     |
| 949 Oscar         | 1983      | 22 500 t             | 8+24       | 107    |
| 945 Sierra        | 1983      | 8 300 t              | 40         | 60     |

## Zestawienia

### Radzieckie systemy rakietowe
| System rakietowy | Pociski               | Pociski          | Okręty      | Okręty       |
| System rakietowy | Oznaczenie radzieckie | NATO             | Projekt     | NATO         |
| ---------------- | --------------------- | ---------------- | ----------- | ------------ |
| D-1              | R-11FM                | SS-1c Scud-A     | W611, AW611 | Zulu, Zulu V |
| D-2              | R-13                  | SS-N-4 Sark      | 629         | Golf I       |
| D-2              | R-13                  | SS-N-4 Sark      | 658         | Hotel I      |
| D-3              | R-15                  |                  | 639         |              |
| D-4              | R-21                  | SS-N-5 Serb      | PW611       | Zulu IV      |
| D-4              | R-21                  | SS-N-5 Serb      | 613D4       | Whiskey      |
| D-4              | R-21                  | SS-N-5 Serb      | 629A, 629B  | Golf II      |
| D-4              | R-21                  | SS-N-5 Serb      | 658M        | Hotel II     |
| D-5              | R-27                  | SS-N-6           | 613D5       | Whiskey      |
| D-5              | R-27                  | SS-N-6           | 667A        | Yankee I     |
| D-5              | R-27                  | SS-N-6           | 679         |              |
| D-5              | R-27K                 | SS-NX-13         | 605         | Golf IV      |
| D-5              | R-27K                 | SS-NX-13         | 679         |              |
| D-5M             |                       |                  | 687         |              |
| D-5U             | R-27U                 |                  | 667AU       | Yankee I     |
| D-6              |                       |                  | 613D6       | Whiskey      |
| D-7              | RT-15M                |                  | 613D7       | Whiskey      |
| D-8              |                       |                  | 702         |              |
| D-9              | R-29                  | SS-N-8 Sawfly    | 601         | Golf III     |
| D-9              | R-29                  | SS-N-8 Sawfly    | 667B        | Delta I      |
| D-9              | R-29                  | SS-N-8 Sawfly    | 667BD       | Delta II     |
| D-9              | R-29                  | SS-N-8 Sawfly    | 701         | Hotel III    |
| D-9R             | R-29R                 | SS-N-18 Stingray | 667BDR      | Delta III    |
| D-29RM           | R-29RM                | SS-N-23 Skiff    | 667BDRM     | Delta IV     |
| D-11             | R-31                  | SS-N-17 Snipe    | 667AM       | Yankee II    |
| D-11             | R-31                  | SS-N-17 Snipe    | 999         |              |
| D-19             | R-39                  | SS-N-20 Sturgeon | 619         | Golf V       |
| D-19             | R-39                  | SS-N-20 Sturgeon | 941         | Tajfun       |
| D-19UTTKH        | R-39M                 | SS-N-28 Grom     | 941U        | Tajfun       |
| D-29RMU (?)      | R-29RMU Siniewa       | SS-N-23 Skiff    | 667BDRM     | Delta IV     |
| (?)              | R-30 Buława           | SS-NX-30         | 955         |              |

### Generacje
| Generacja | Stany Zjednoczone („Nazwa”/Typ) | Związek Radziecki/Rosja | Związek Radziecki/Rosja | Związek Radziecki/Rosja |
| Generacja | Stany Zjednoczone („Nazwa”/Typ) | Projekt                 | Nazwa serii             | NATO                    |
| --------- | ------------------------------- | ----------------------- | ----------------------- | ----------------------- |
| I         | SSN „Nautilius”                 | SSN 627                 |                         | November                |
| I         | SSN „Seawolf”                   | SSN 645                 |                         | mod. November           |
| I         | SSN „Skate”                     | SSBN 658                |                         | Hotel                   |
| I         | SSRN „Triton”                   | SSGN 659                |                         | Echo I                  |
| I         | SSGN „Halibut”                  | SSGN 675                |                         | Echo II                 |
| II        | SSN Skipjack                    | SSGN 661                | Anczar                  | Papa                    |
| II        | SSN Thresher/Permit             | SSBN 667A               |                         | Yankee                  |
| II        | SSN „Tullibee”                  | SSBN 667B               | Murena                  | Delta I                 |
| II        | SSBN G. Washington              | SSBN 667BD              | Murena-M                | Delta II                |
| II        | SSBN Ethan Allen                | SSBN 667BDR             | Kal’mar                 | Delta III'              |
| II        | SSBN Lafayette                  | SSGN 670                | Skat                    | Charlie                 |
| II        | SSN Sturgeon                    | SSN 671                 | Jorsz                   | Victor                  |
| II        | SSN „Narwhal”                   | SSN 705                 | Lira                    | Alfa                    |
| III       | SSN „Lipscomb”                  | SSBN 667BDRM            | Delfin                  | Delta IV                |
| III       | SSN Los Angeles                 | SSN 685                 | Plawnik                 | Mike                    |
| III       | SSN Improved Los Angels         | SSBN 941                | Akuła                   | Tajfun                  |
| III       | SSBN Trident                    | SSN 945                 | Barakuda                | Sierra                  |
| III       |                                 | SSGN 949                | Granit                  | Oscar I                 |
| III       | SSN 971                         |                         | Akula                   |                         |
| IV        | SSN Seawolf                     | SSN 885                 | Jasień                  | Siewierodwińsk          |
| IV        | SSN Virginia                    | SSBN 955                | Borei                   |                         |

### Porównania charakterystyk taktycznych
|                                | R-11FM  | R-13   | R-21   | Polaris A-1 | Polaris A-2 | Polaris A-3 | Poseidon C-3 | R-27   | R-29   | R-29D  | R-29R                 | Trident C-4 | Trident D-5 | R-39      | R-29RM   |
| ------------------------------ | ------- | ------ | ------ | ----------- | ----------- | ----------- | ------------ | ------ | ------ | ------ | --------------------- | ----------- | ----------- | --------- | -------- |
| Start N – nawodny P – podwodny | N       | N      | P      | P           | N / P       | N / P       | P            | P      | N / P  | N / P  | N / P                 | P           | P           | N / P     | N / P    |
| Zasięg (km)                    | 150–167 | 600    | 1400   | 2225        | 2775        | 4635        | 4635         | 2400   | 7800   | 9100   | 8000 (RV) 6500 (MIRV) | 7400        | > 7400      | 8300      | 8300     |
| Głowice                        | 1 x RV  | 1 x RV | 1 x RV | 1 x RV      | 1 x RV      | 3 x MRV     | 10–14 x MIRV | 1 x RV | 1 x RV | 1 x RV | 1 x RV 3 lub 7 x MIRV | 8 MIRV      | 8 MIRV      | 10 x MIRV | 4 x MIRV |
| Celność (CEP m)                | 1500    | 4000   | 2800   | 1800        | 1200        | 900         | 450          | 1900   | 1500   | 900    | 900                   | 370         | 80–120      | 500       | 500      |

|                             | AW611                                                            | 629        | 658        | George Washington | Ethan Allen | Lafayette | 667A                                                 | 667B    | 667BD                           | 667BDR  | 941           | 667BDRM | Trident       |
| --------------------------- | ---------------------------------------------------------------- | ---------- | ---------- | ----------------- | ----------- | --------- | ---------------------------------------------------- | ------- | ------------------------------- | ------- | ------------- | ------- | ------------- |
| Głębokość odpalenia (m)     | 0                                                                | 0          | 40–50      | 18,3              | ok. 20      | ok. 20    | 40–50                                                | 40–50   | 40–50                           | 40–50   | (brak danych) | 55      | (brak danych) |
| Prędkość maksymalna * (w)   | ≤ 12                                                             | ≤ 15       | ≤ 4        | 0–1               | 0–1         | 0–1       | 3–5                                                  | ≤ 5     | ≤ 5                             | ≤ 5     | (brak danych) | ≤ 6     | (brak danych) |
| Szybkość odpalenia pocisków | Przygotowanie do odpalenia 1 pocisku: 2 h, drugi pocisk po 5 min | 3 / 12 min | 3 / 12 min | 1 / min           | 1 / min     | 1 / min   | 1 / 8 s 4 salwy po 4 pociski 3 min. pomiędzy salwami | 1 / 8 s | 1 / 8 s 2 salwy: 12 + 4 pociski | 1 / 8 s | 1 / 15 s      | 1 / 8 s | 1 / 15 s      |

* Maksymalna prędkość okrętu w trakcie odpalania pocisku